# Виноробство у Франції

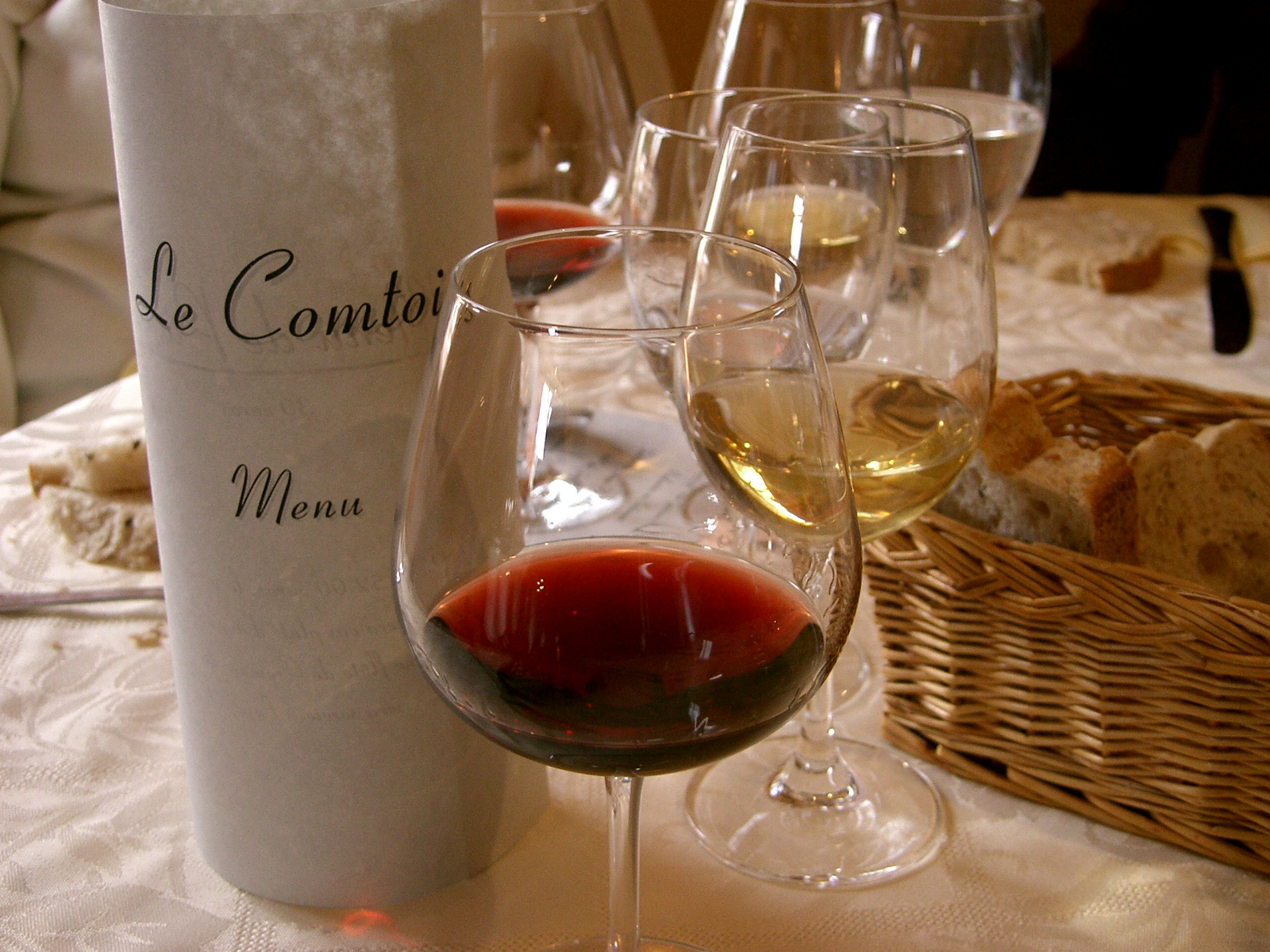
Французьке вино, одне із найкращих вин Старого Світу

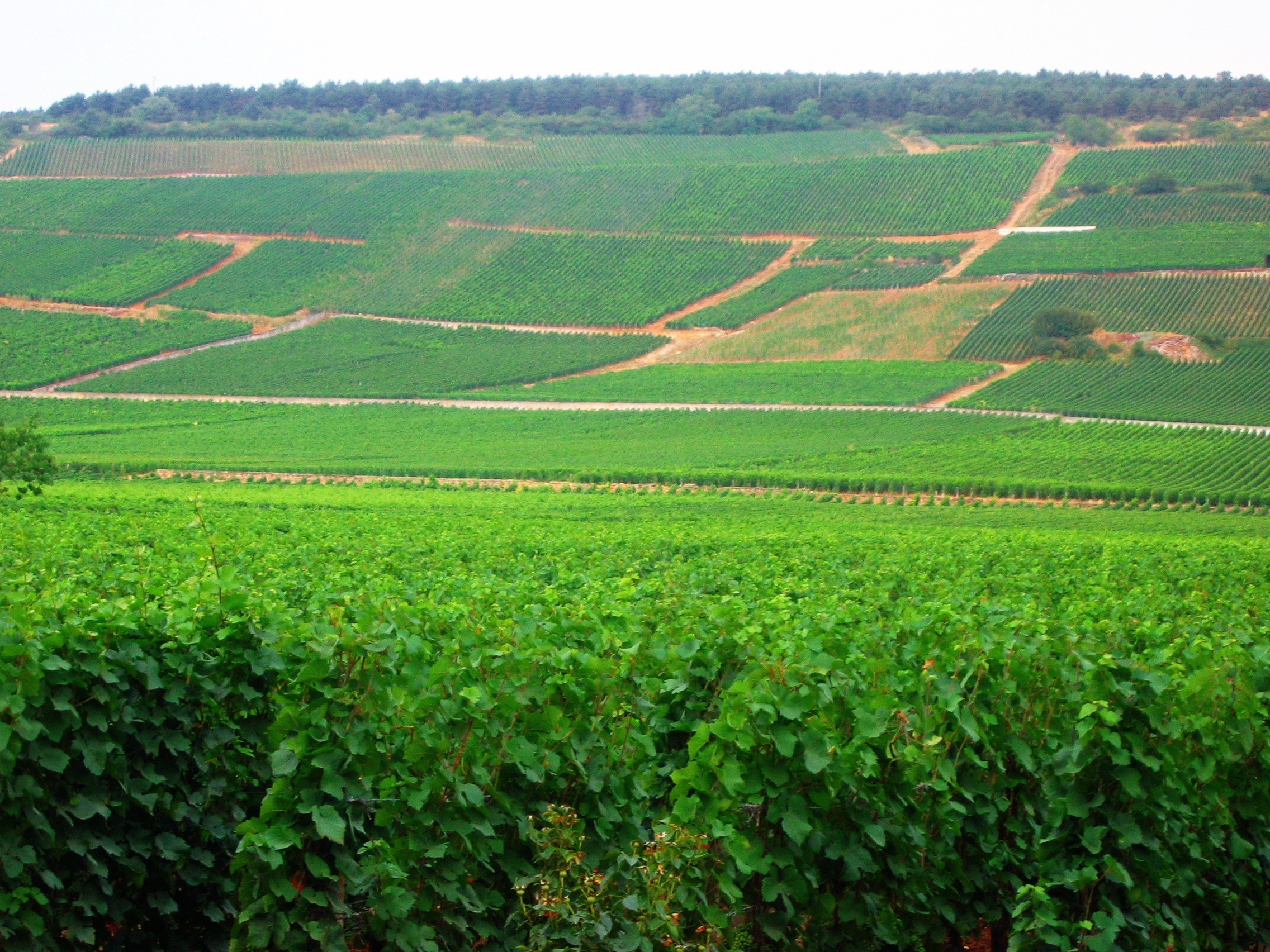
Виноградники у Вон-Романе в Бургундії, селі, яке є виробником деяких з найдорожчих вин Франції.

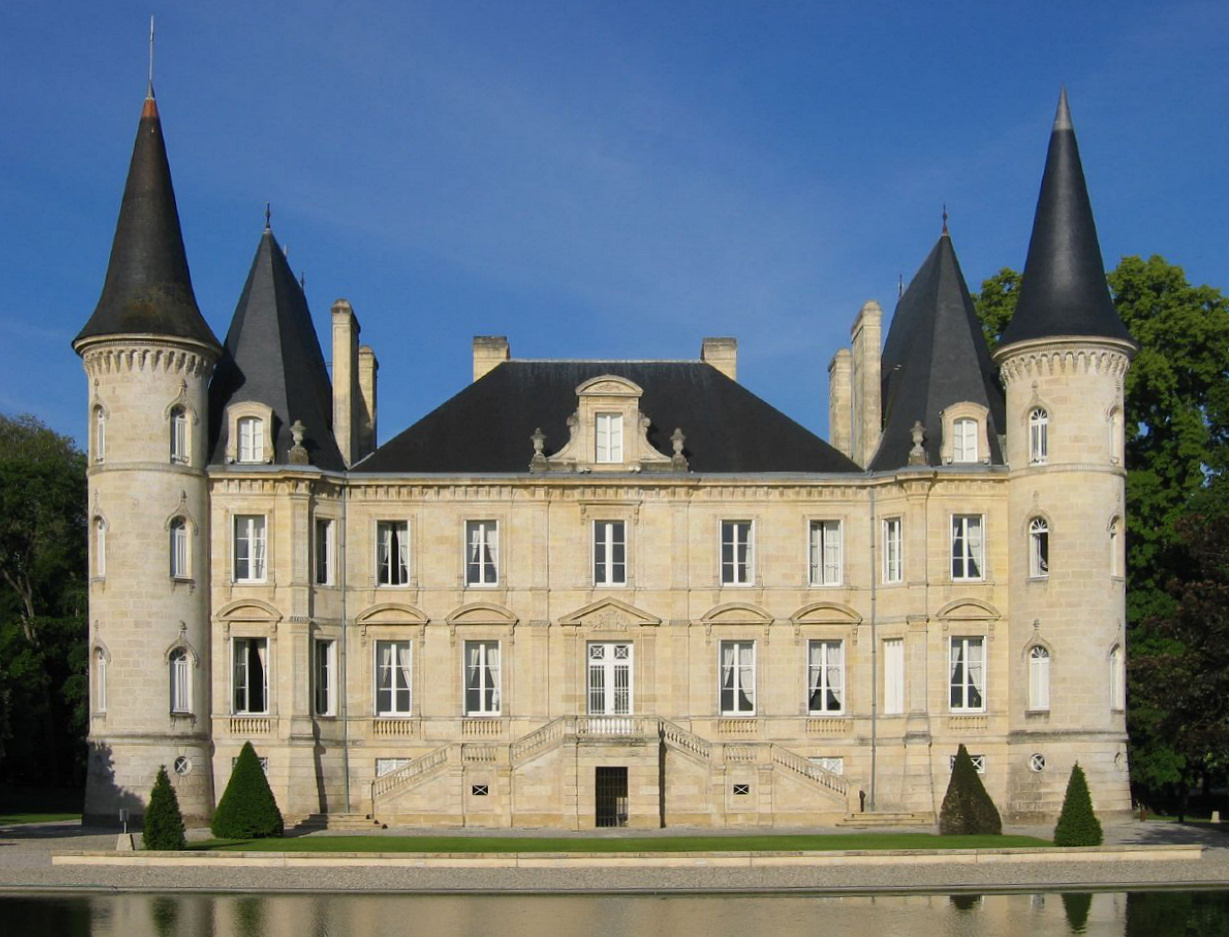
Château Pichon Longueville Baron у Бордо відповідає традиційному образу престижного французького замку («шато»), хоча насправді, французькі виноробні господарства бувають різні.

Франція — найбільший виробник вина у світі. Щороку тут виготовляється від 40 до 50 мільйонів гектолітрів вина, або 7-8 мільярдів пляшок. Франція займає друге місце у світі за площею виноградників, поступаючись лише Іспанії. За даними 2009 року площі виноградників у Франції становлять 836 999 га у 80-ти департаментах країни, що дорівнює 1,3 % сукупної території країни, та 2,8 % усіх земель сільськогосподарського призначення. Щорічний прибуток від експорту вина становив станом на 2008 рік 6,7 мільярдів євро. Французьке вино становить 17,6 % світового експорту вина (станом на 2005 рік).
Франція виготовляє вина різної якості, від найдорожчих всесвітньовідомих сортів до простих маловідомих, що здебільшого продаються лише у Франції. Галузь виноробства є важливою галуззю економіки країни, дохід від якого становить 18 мільярдів євро. У галузі в цілому задіяні 120 тисяч працівників.
Виробництво французького вина веде свою історію з VI століття до нашої ери. Більшість регіонів Франції розпочали виноробство ще з періоду Стародавнього Риму. Франція  — батьківщина багатьох сортів винограду, зокрема Каберне Совіньйон, Шардоне, Піно Нуар, Совіньйон Блан та Сіра, що культивуються у багатьох країнах світу, зокрема в Україні. У Франції було започатковано поняття «теруару», що пов'язує стиль і особливість вина, залежно від конкретних місць вирощування сировини та апелласьйону — спеціально розробленої системи контролю за походженням. Спеціальні правила апелласьйонів чітко визначають, які сорти винограду і яка технологія виноробства дозволена класифікацією у кожному із сотень географічних апелласьйонів, що можуть охоплювати райони, окремі села (комуни), окремі господарства чи навіть окремі виноградники.
За даними Національного інституту походження та якості станом на 2011 рік зареєстровано 3420 видів вина, згрупованих у 1434 назв, що своєю чергою належать 460 апелласьйонам та географічним зазначенням (293 — AOC, 16 — AOVDQS, 151 — IGP), з 788 господарств. 2010 року ці цифри становили 2132 види вина з 601 господарства..
Станом на 2010 рік Франція є найбільшим виробником вина у світі, випереджаючи Іспанію та Італію, та третім по величині експортером вина у світі.

## Історія
Основна стаття: Історія французького вина
Французьке виноробство виникло у VI столітті до нашої ери із колонізацією грецькими поселенцями південної Галлії. Виноградарство почало процвітати із колонізацією фокейцями Масалії. В подальшому після переходу земель до Римської імперії було дозволено виробництво вина у регіонах на півдні сучасної Франції. Святий Мартін Турський (316-397) окрім поширення християнства активно займався поширенням винограду в усі регіони.
В епоху Середньовіччя монахи зберігали та поширювали виноградники, також зберегли знання та навички виноробства упродовж цього бурхливого періоду. Монастирі мали ресурси, захист та мотивацію для виробництва та постачання вина для масових святкувань від чого отримували чималі прибутки. У цей час найкращі виноградники належали монастирям і їх вина теж вважалися найкращими. Протягом тривалого часу духовенство та дворянство утримували більшість виноградників, до початку Великої французької революції.
У період Великої французької революції більша частина виноградників була конфіскована, що призвело до занепаду виноробства, втрати більшої частини знань щодо вирощування винограду та виготовлення вина. Лише завдяки зусиллям Жана-Антуана Шапталя вдалося зупинити повний занепад виноробства.
У подальшому розвиток виноробства був практично поставлений на коліна, коли спочатку Оїдіума потім Філоксера поширилася по усій країні і згодом по всій Європі. Внаслідок цього довелося виноградники насаджувати заново, прищеплюючи старі виноградники на саджанці нових виноградників привезених із Північної Америки. 1855 року відбулася знаменна для винної промисловості подія. До всесвітньої виставки було розроблено класифікацію найкращих вин Бордо, що стала еталоном для виноробів усього світу.
Економічний спад та дві світові війни XX століття теж не дозволили французькій винній промисловості повністю відновитися протягом кількох десятиліть. Ще однією важливою проблемою, яка спонукала Францію до розробки системи захисту назв та контролю за походженням, стала конкуренція. Зокрема такі відомі назви як «шампанське» та «Бордо» стали використовувати інші виробники навіть за межами Франції. Реакцією стало створення у 1935 році системи контролю за походженням, що захищала інтереси Франції та не дозволяла іншим виробникам використовувати певні імена та назви, якщо останні не належать певним господарствам, комунам чи регіонам. Значні інвестиції, економічний підйом після Другої світової війни та нове покоління виноробів дали свої результати у 1970-х і подальших десятиліттях, створюючи сучасні вина, які відомі нам сьогодні.

## Сучасне виноробство

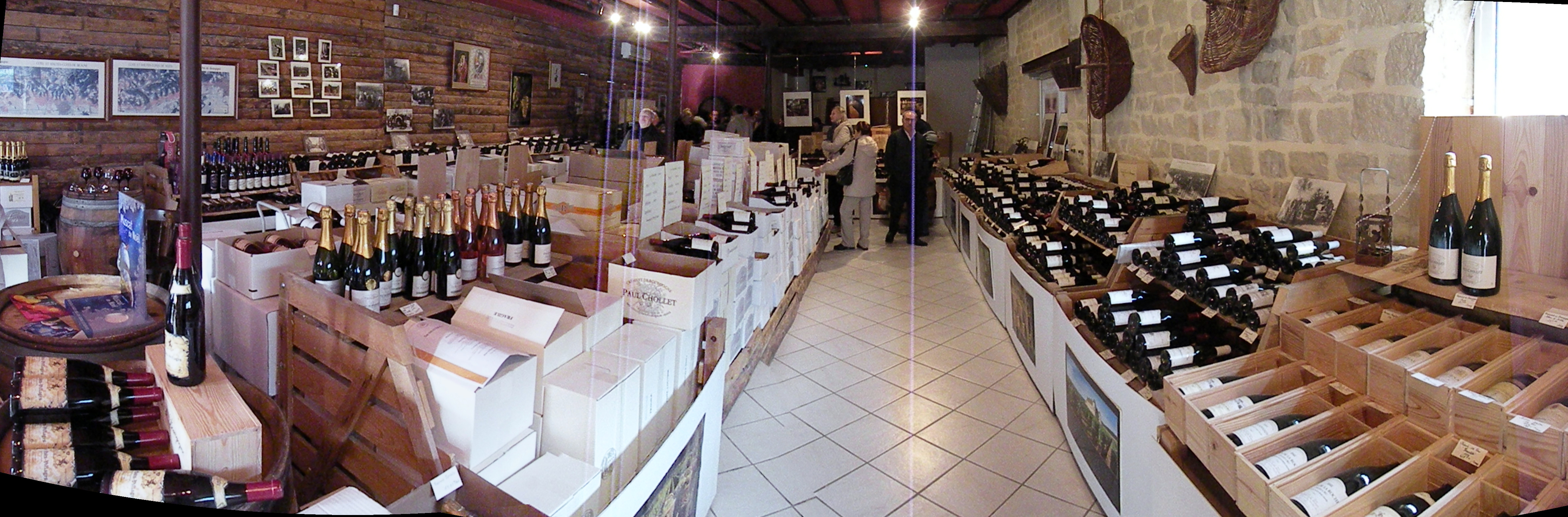
Дегустаційна зала та склад під Діжоном

Сьогодні у XXI столітті, виноробство у Франції знаходиться в занепаді, у першу чергу це пов'язано зі зростаючою конкуренцією з боку інших європейських країн, а також виноробів «Нового світу». За останні 30 років частка Франції у світовій винній торгівлі скоротилася на 30 %. Французькі вина верхнього сегменту ринку досі мають попит і у Франції, і за кордоном, незважаючи на високі ціни. Вина нижнього і середнього цінового сегменту поставлять на масове виробництво під загальною назвою фр. Vins de France («Вина Франції») і надалі матимуть стандартний, єдиний смак, вони будуть розраховані на шанувальників цього напою в країнах північної Європи і, зокрема, у Великій Британії, яка залишається найбільшим закордонним ринком збуту для виноробів Франції.

### Збір урожаю
Збір врожаю (фр. les vendanges) розпочинається зазвичай у другій декаді вересня і триває до початку жовтня, за рідкісними винятками ранніх врожаїв 1893, 1976, 2003 і 2007 років. За останні 15 років ручний збір винограду став повністю механізованим, особливо цьому сприяє те, що, переважно виноградники знаходяться на рівнинних територіях. Останніми роками у вирощуванні, догляданні, та збиранні врожаю з виноградників дедалі інтенсивніше використовують системи точного землеробства та ГІС.

## Класифікація вина

Виноробні регіони Франції

У 1935 році у Франції було прийнято багато законів, що регламентують виноробну промисловість і узагальнені в системи кодексів контрольованих за походженням найменувань. Таким чином, Франція вперше у світі здійснила кроки в напрямку захисту права інтелектуальної власності виноробів, а саме, закріпила за виробниками певного виноробного регіону право на певне найменування. Згодом французька модель інтелектуальної власності виноробів на найменування була скопійована багатьма європейськими державами, в багатьох мовах з'явилося слово апелласьйон (з фр. найменування). Так, наприклад, носити назву «Шампанське» тепер мають право виключно французькі ігристі вина провінції Шампань, а всі інші країни змушені перейменувати свої ігристі алкогольні напої так, щоб ця зареєстрована марка в жодному разі не згадувалася в назвах і належала виключно Франції.
Франція входить до складу Європейського Союзу, тому класифікації власних вин повинні відповідати законодавству ЄС, згідно з яким усі вина поділяються на дві основні категорії:
1. Les vins de table — (Столові вина). Вина, що відповідають нормативним вимогам і безпечні для споживання.
2. Les VQPRD: vins de qualité produits dans des régions déterminées — якісні вина виготовлені у визначених регіонах.

Перша категорія вин своєю чергою поділяється:
- vins de table (детальніше нижче — Столові вина) поділяються на:

- vin de table des pays de l'Union européenne — вина виготовлені з виноматеріалів (сусла) одного виду або суміші різних видів (купаж) вирощених в інших країнах Євросоюзу
- vin de table de France — вина виготовлені з виноматеріалів (сусла) одного виду або суміші різних видів (купаж) вирощених виключно у Франції
- vins de pays (детальніше нижче — Вина земель, або «місцеві» вина) поділяються на:

- vin de pays départemental — вина департаменту (наприклад: Од).
- vin de pays local — або вина «зони» (фр. vin de zone) вина вироблені на території меншій департаменту. Найчастіше зона із певним ґрунтом або іншою особливістю.
- vin de pays régional — вина виготовлені в регіоні, не пов'язаному з адміністративним (так званий винний регіон може розташовуватись на декількох адміністративних регіонах).

Друга категорія вин поділяється:
- VQPRD:

- AOVDQS або VDQS (детальніше нижче — Марочні вина вищої якості)
- AOC (детальніше нижче — Вина контрольованих за походженням найменувань) поділяються на:

- AOC générique — вина основних виноробних регіонів (наприклад: Бордо, Бургундія, Ельзас та інші)
- AOC régionale — вина менших виноробних регіонів (найчастіше ті, які входять до складу основних регіонів). Наприклад: Медок входить до складу регіону Бордо
- AOC communale — вина так званих комун (комуна — простіше село чи об'єднання сіл). Наприклад комуна Марго складова регіону Медок і відповідно складова регіону Бордо.

Столові вина (фр. Vins de table) — нижчий щабель вин, призначених для широкого вжитку та для не дуже вимогливих споживачів. У процесі виробництва таких вин використовується купаж, або, по-іншому, суміш вин різних років урожаю або винограду різного походження, навіть вирощеного в інших країнах. Точне місце виробництва на етикетці таких вин не позначається. Також на таких винах не вказаний рік урожаю. Процес виготовлення такого вина майже повністю механізований.
Вина земель або «місцеві» вина (фр. Vins de pays) — вищий ступінь якості. Ці вина повинні відповідати суворим стандартам якості. Виноград для них збирається із суворо певних визначених місцевостей, яких у Франції близько 130, назви яких і носять ці вина. Міністерство сільського господарства встановлює межі апелласьйону, дозволені на ньому сорти винограду, вік лоз, тип ґрунтів, на яких вони можуть культивуватися, мінімальний вміст спирту, що має назву «теруар». Основною їх відмінністю від столових вин є те, що місцеві вина перед надходженням на реалізацію проходять обов'язкову перевірку. Деякі місцеві вина за своїми смаковими характеристиками не поступаються винам AOC.
Марочні вина вищої якості (фр. Vins Délimité de Qualité Superieure (VDQS)) — вино з певного регіону, з деякими специфічними обмеженнями. Вина, чітко прив'язані до відносно невеликих регіонів. Ці вина повинні відповідати жорстким вимогам. Вони обов'язково проходять дегустацію і отримують оцінку експертної комісії. Це, як правило, вина, які претендують на входження до категорії AOC.
Вина контрольованих за походженням найменувань (фр. Appellation d'origine controlée (AOC)) — вино з певної зони (апелласьйону), виготовлене з певних сортів винограду за певними технологіями (купаж, витримка тощо). Мають маркування AOC.
Це вища категорія французьких вин, саме вони є гордістю французького виноробства. Найдорожча та найелітніша. Правила виробництва цих вин закріплені у спеціальному урядовому документі. У ньому визначено максимальний збір винограду з гектара, густота посадки, мінімальний вміст алкоголю тощо. Вина піддаються контролю з боку Національного інституту походження та якості (фр. INAO - Institut national de l'origine et de la qualité).
Кожне вино виготовляється тільки у одному суворо визначеному місці, з винограду, вирощеного тільки на одному винограднику. Іноді трапляється, що виноград тільки однієї, строго певної частини винограднику використовується у виробництві цього вина.
Якщо в назві вина є слово Крю («Cru»), то це означає, що виноград для вина вирощений на цій ділянці землі кращий за виноград вирощений на навколишніх ділянках.
Інші критерії класифікації французького вина:
- Колір (фр. la robe, дослівно «одяг, сукня») — Біле вино (фр. vin blanc)
 — Червоне вино (фр. Vin rouge)
 — Рожеве вино (фр. Vin rosé)
 — Сіре вино (фр. Vin gris)
- Вміст цукру (неігристі вина) — Сухе вино (фр. Vin sec, менше 2 грамів цукру на літр вина)
 — Напівсухе вино (фр. Vin demi-sec, від 2 до 30 грамів цукру на літр вина)
 — Солодке вино (фр. Vin moelleux, від 30 до 50 грамів цукру на літр вина)
 — Лікерне вино (фр. Vin liquoreux, більше 50 грамів цукру на літр вина)
- Витримка — Молоде вино (до 6 місяців витримки)
 — Витримане вино (кілька років зберігання)
- Інше — Звичайне чи кріплене вино (за відсотком вмісту алкоголю)
 — Ігристе чи неігристе вино

Див. також: Список VDQS вин
Див. також: Список Vins de Primeur

### Категорії вин Бордо
На етикетках вин Бордо, крім вищевказаних категорій, можуть зустрічатися вказівки на приналежність до таких класифікацій Cru: 

Cru Artisan 

Класифікація прийнята в регіоні Медок, але поки не визнана офіційно, хоча асоціація з 250 господарств, які виробляють 11 % вин Медока, подала прохання про офіційне визнання.

Cru Bourgeois 

Категорія вин хорошої якості. Не належать до основної класифікації, становить третину обсягу вин різних найменувань, вироблених в Медок. Ці вина розташовані між категоріями «пті шато» і Cru Classe. Виробляються більше ніж у 300 господарствах, що виготовляють 49 % усіх вин регіону Медок. 

Cru Classe 

Означає «класифікований виноградник». У Бордо такий напис на етикетці може бути присутнім тільки на етикетках вин з виноградників і господарств, віднесених до офіційної класифікації 1855 року. 

Premier Cru або Premier Grand Cru Classe 

Виноградники Бордо першої категорії згідно з офіційною класифікацією 1855 року.
Відповідно:
- Deuxième cru — виноградники другої категорії;
- Troisième cru — виноградники третьої категорії;
- Quatrième cru — виноградники четвертої категорії;
- Cinquième cru — виноградники п'ятої категорії;

Для білих вин аналогічно:
- Premier cru supérieur — виноградники вищої першої категорії;
- Premier Cru — виноградники першої категорії;
- Deuxième cru — виноградники другої категорії;

Grand Cru

Категорія, яку щорічно присуджують деяким винам Сент-Емільйон. Не належить до і не зіставляється з офіційною класифікацією вин Сент-Емільйон.

Grand Cru Classe 

Постійна класифікація вин Сент-Емільйон, що належать до вищої категорії, ніж вина з позначкою «Grand Cru», але не містять слова «classe». Термін Grand Cru Classe у Медок і Грав вважається синонімом Cru Classe. 

Premier Grand Cru Classe 

Вина рангом вище Grand Cru Classe, відносяться до найвищої категорії якості, згідно з постійною класифікацією вин Сент-Емільйон. 

Grand Vin

Означає «велике вино». Цей термін не має офіційної сили. Найчастіше термін зустрічається на маркуванні основного або «першого» вина деяких господарств. Наприклад: Château Latour.
Для технологічної орієнтації в усьому різноманітті вин необхідна єдина система розподілу різних вин за групами відповідно до їх складу, типових властивостей і особливостей технології виробництва — класифікація вин. У кожній країні, що виробляє вина, використовується власна класифікація, яка несуттєво відрізняється від французької.

### Реформа французької винної промисловості
Система класифікації вин Франції було піддано істотному перегляду та переробці починаючи із 2006 року. Це пов'язано з тим, що на сьогодні не існує жодної єдиної класифікації для усіх вин Франції, проте існує досить багато регіональних класифікацій (наприклад: класифікація Бордо, класифікація Грав, класифікація Сент-Емільйон).
Нова система класифікації повинна бути завершена у 2012 році. Нова система складається з трьох категорій (четверту — VDQS (Vin Délimité de Qualité Superieure) вилучили). Нові категорії будуть такими:
- Vin de France — категорія столових вин. Стане частковою заміною категорії Vin de Table, але на етикетці повинні вказуватись сорти винограду і рік збору;
- Indication Géographique Protégée (IGP) — проміжна категорія, що замінить собою Vin de Pays;
- Appellation d'Origine Protégée (AOP) — вища категорія вин стане заміною Appellation d'origine controlée (AOC)

Найсуттєвіші зміни стосуватимуться категорії Vin de France та VDQS. Останні повинні класифікуватися як вина AOP або будуть понижені до вин IGP. Для вин AOC перехід до категорії AOP означатиме лише незначні зміни в термінології етикетки, у той час як справжні назви вин та апелласьйонів залишаються незмінними.
Вина запущені в торгову мережу до 2012 року етикетку і маркування змінювати не будуть. З 2012 року усі вина отримають нову етикетку та маркування згідно з розробленою системою.
Див. також: Офіційна класифікація вин Бордо 1855 року
Див. також: Класифікація вин регіону Грав
Див. також: Класифікація вин регіону Сент-Емільйон
Див. також: Крю Буржуа
Див. також: Класифікація вин Бордо Алексіса Лішина
Див. також: Liv-ex Bordeaux Classification

### Список контрольованих за назвою вин Франції (AOC)
Основна стаття: Список контрольованих за назвою вин Франції (AOC)
Щоб потрапити у список, вино має відповідати строго визначеним критеріям та обмеженням (технологія виробництва або територія, особливості клімату, строго визначені сорти винограду та ділянки землі на яких вони вирощуються, обмеження вмісту цукру для досягнення певного рівня алкоголю тощо). Коли вино відповідає цим критеріям розпорядженням або указом на нараді регіональних комітетів Національного інституту походження та якості (INAO) приймається рішення про надання такому вину позначення AOC. Кожного року увесь список подається в офіційному бюлетені INAO.
Список формується щорічно Національним інститутом походження та якості (INAO). 2011 року зареєстровано 3420 видів вина, згрупованих у 1434 назв, які належать 460 апелласьйонам та географічним зазначенням (293 —AOC, 16 —AOVDQS, 151 —IGP), з 788 господарств.
Див. також: Національний інститут походження та якості

## Теруар і апелласьйон
Одне з основних понять для виноробів Франції — теруар. За своєю суттю це сукупність ґрунтово-кліматичних факторів, що визначають якість вина, таких як: тип ґрунту, геологічна основа виноробного регіону, висота над рівнем моря, кут ухилу ділянки, експозиція відносно сонця, мікроклімат (дощ, вітер, вологість повітря, температурні коливання) тощо. В одному виноробному регіоні не існує двох ділянок з одним і тим же теруаром, навіть на суміжних ділянках, на різних схилах одного і того ж пагорба, в силу чого виникла система контролю за найменуванням та походженням (фр. appellation d'origine contrôlée (AOC)), що служить нормативною базою класифікації вина в усьому світі. Іншими словами, один і той самий сорт винограду, культивований в різних місцях можуть давати вино з дуже різними смаковими якостями. У Франції найчіткіше поняття «теруар» проявляється у регіоні Бургундія. Наприклад, білі вина Drouhin Saint-Veran (2009) і Drouhin Rully (2009), вироблені в Бургундії з сорту винограду шардоне, дуже відрізняються за своїми смаковими характеристиками. Проте поняття «теруар» у виноробстві Франції, в чому воно полягає, а також його значення досі є дуже спірним. Крім цього, кожен винороб знає, які роки були найвдаліші для винограду і вина, бо записи про них регулярно ведуться з XVI століття. Після другої світової війни особливо сприятливими для виноградників роками були: 1947, 1949, 1953, 1978 та 1979 роки.
Апелласьйони в їх сучасному розумінні як сукупність географічних кордонів і встановлених правил виробництва з'явилися порівняно недавно. Так, у Франції це сталося на початку XX століття. Існуюча на сьогоднішній день практика полягає у вказуванні на етикетці вина його «апелласьйону», таким чином на етикетках більшості французьких пляшок можна побачити напис фр. «Appellation Contrôlée» із зазначенням конкретного місця виробництва. У Франції існує 460 офіційних апелласьйонів. Найвідомішими прикладами можуть бути Бордо, Шампань, долина Рони і долина Луари. Однак, апелласьйон — це не тільки географічне поняття, регламент апелласьйону може містити набір обмежень на використовувані технології виноградарства та виноробства. Іншими словами, щоб розмістити на етикетці ігристого вина напис «Шампанське», недостатньо просто зробити це вино в регіоні Шампань. Необхідно, щоб для виробництва використовувалися тільки дозволені правилами сорти винограду, врожайність на ділянці винограднику не перевищувала встановленого обмеження, вино було витримано в пляшках певний обумовлений час та було дотримано багато інших вимог. Правила апелласьйону встановлюють для виноробів такі обмеження, які дозволяють зробити найкраще вино для цього теруару, щоб максимально повно виявити його особливості і характер в кінцевому продукті. Вірність багатьох виробників апелласьйону до традиційних методик виноградарства і виноробства дозволяє споживачеві знати заздалегідь, що чекає його в пляшці вина з того чи іншого регіону, навіть попри те, що конкретний виробник йому невідомий. Наприклад, загальновизнаний стиль вин Бордо (традиційно це суміш сортів каберне совіньйон і мерло) — це стриманий фруктовий аромат та смак у поєднанні зі значним потенціалом для зберігання, особливо у дорогих вин. Однак, система апелласьйонів у Франції, країні з багатою виноробною традицією досить складна тим, що часто регіони виноробства можуть бути «вкладені» один в інший. Наприклад, всередині дуже великого апелласьйону Бордо є менший регіон — Медок. А всередині регіону Медок регіон ще менших розмірів — Марго.

## Основні (найбільші за площею) виноробні регіони Франції

### Карти виноробних регіонів

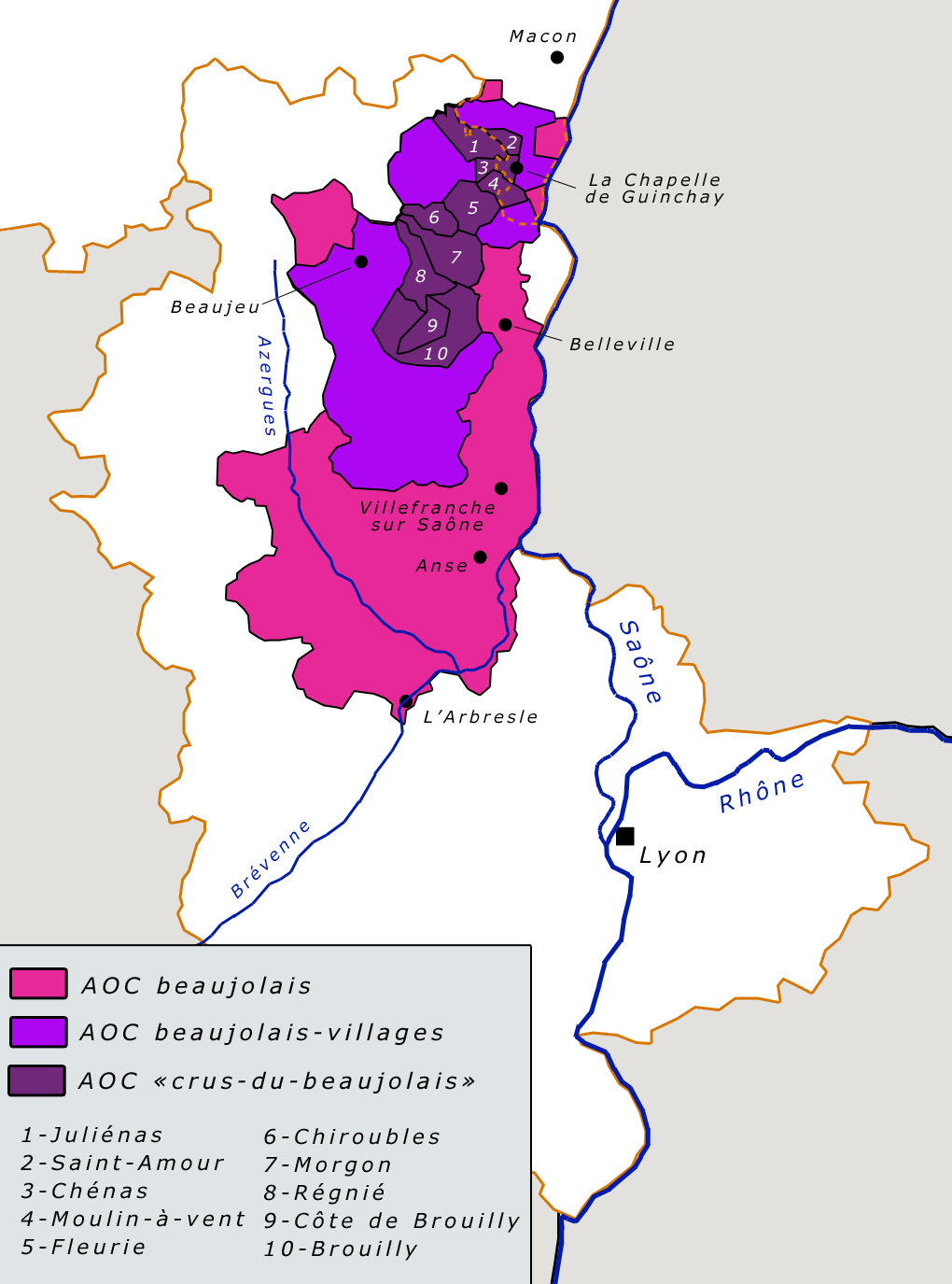
Карта виноробного регіону Божоле.
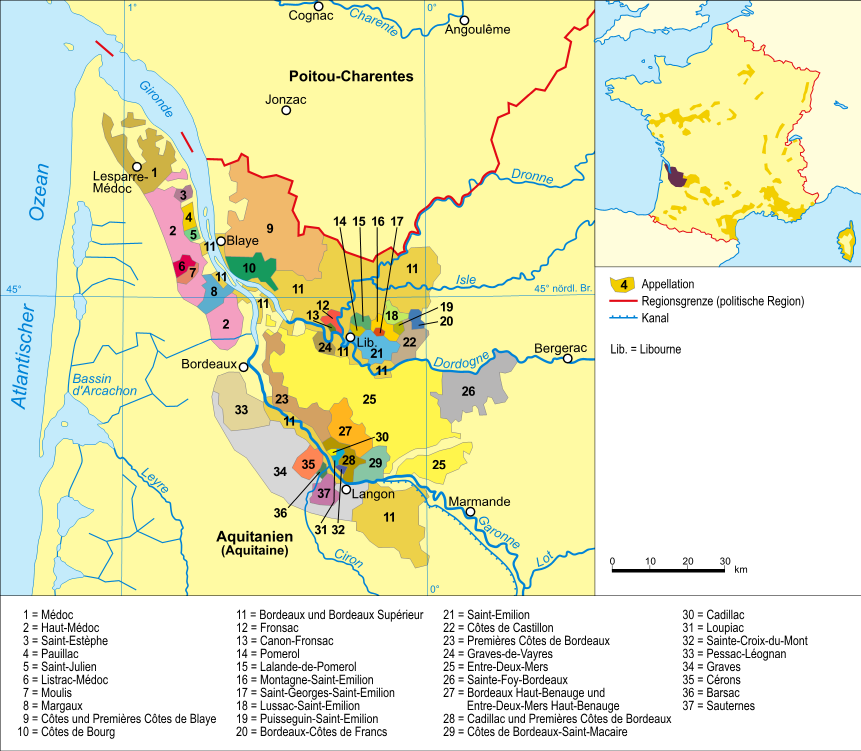
Карта виноробного регіону Бордо.
Карта виноробного регіону Бургундія (виноробний регіон Шаблі не включено).
Карта виноробного регіону долини Луари.
Карта виноробного регіону долини Рони.
Карта виноробного регіону Ельзас.
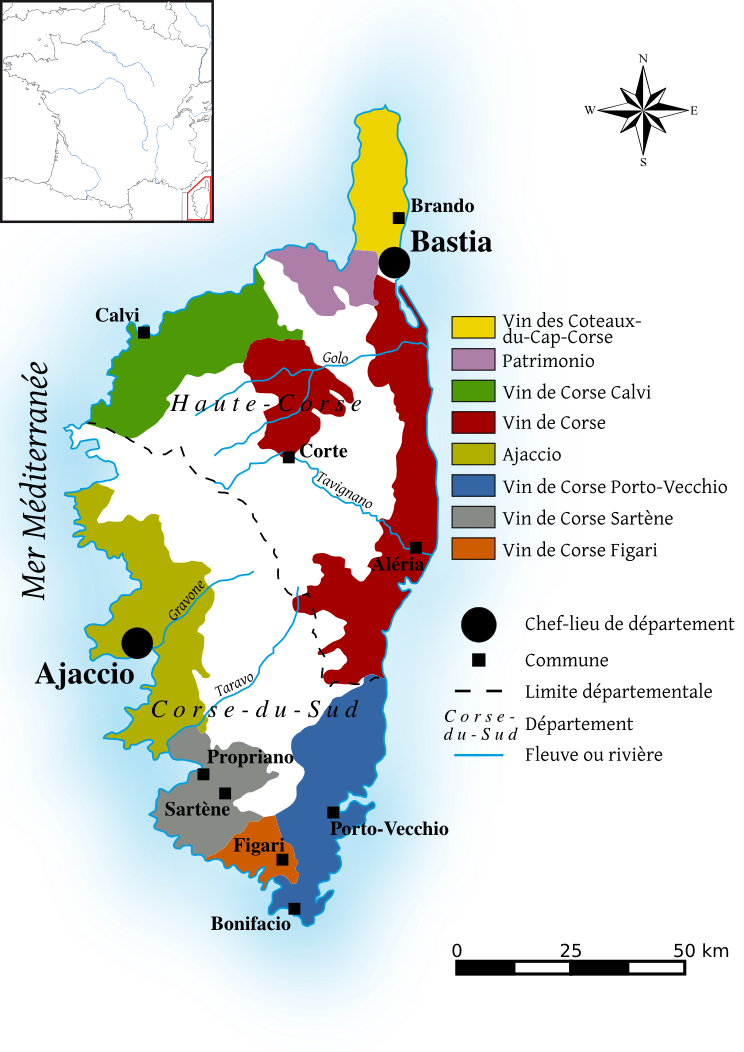
Карта виноробного регіону Корсика.
Карта виноробного регіону Лангедок-Руссільйон.
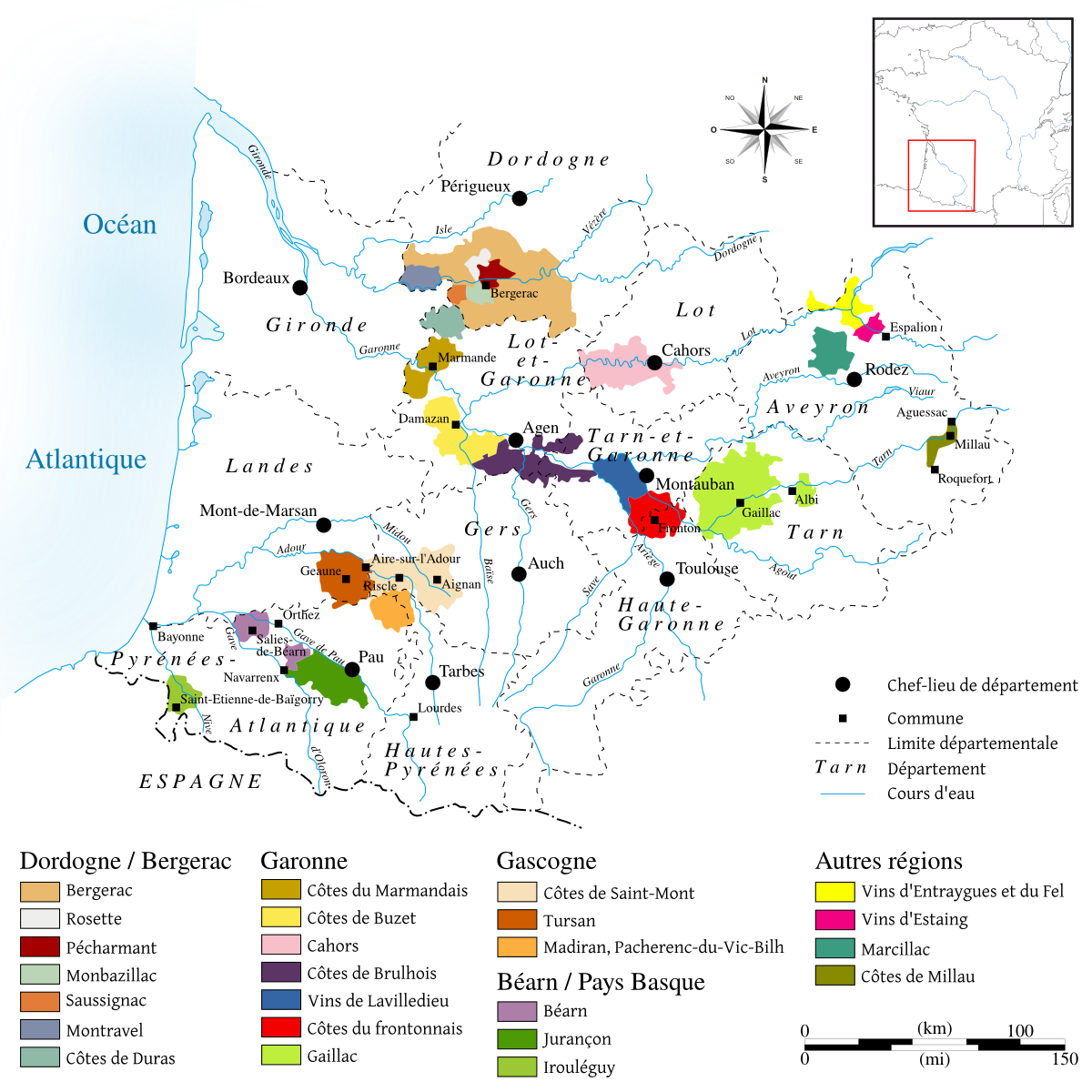
Карта виноробного регіону Південно-Західна Франція.
Карта виноробного регіону Прованс.
Карта виноробного регіону Шампань.
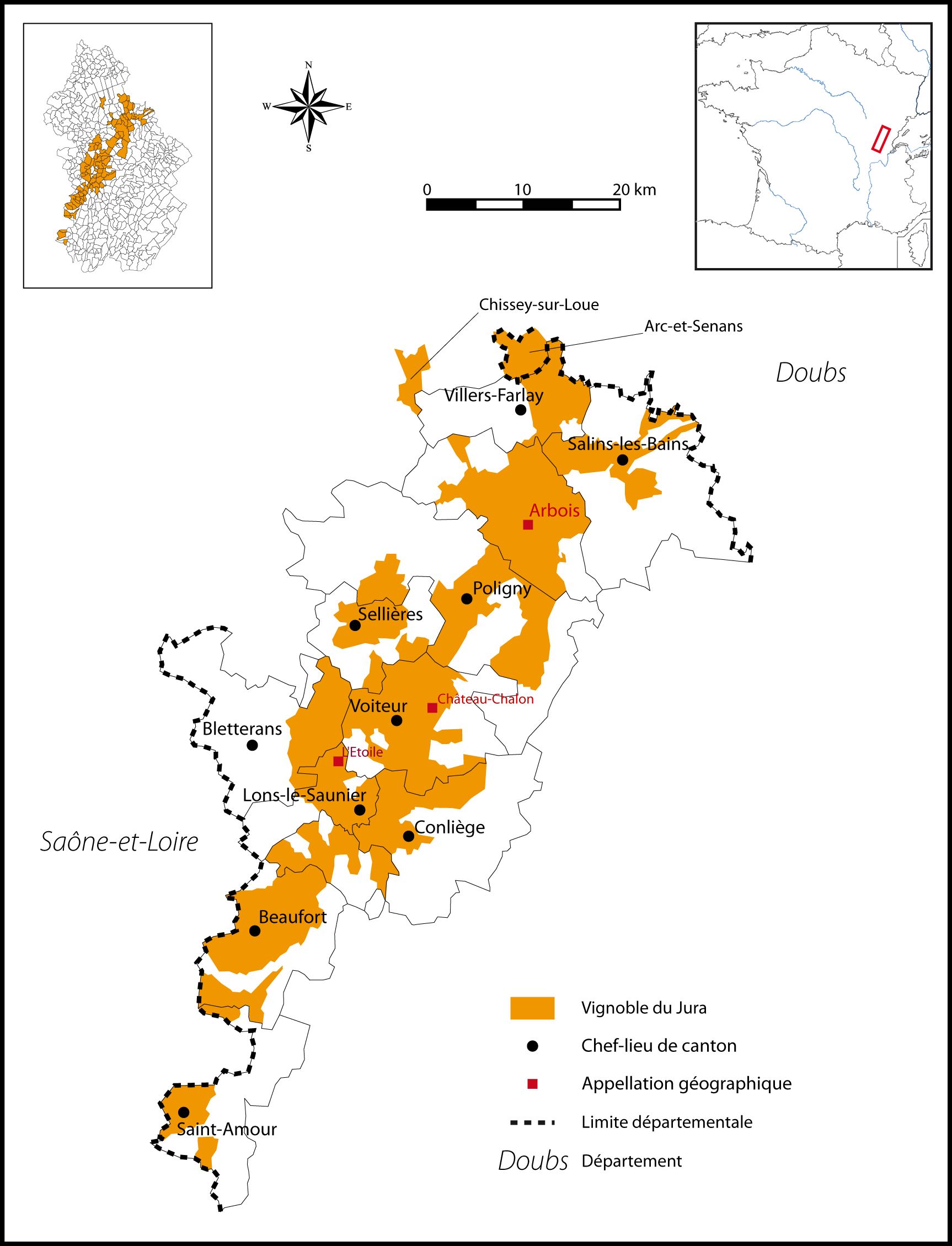
Карта виноробного регіону Юра.

### Божоле

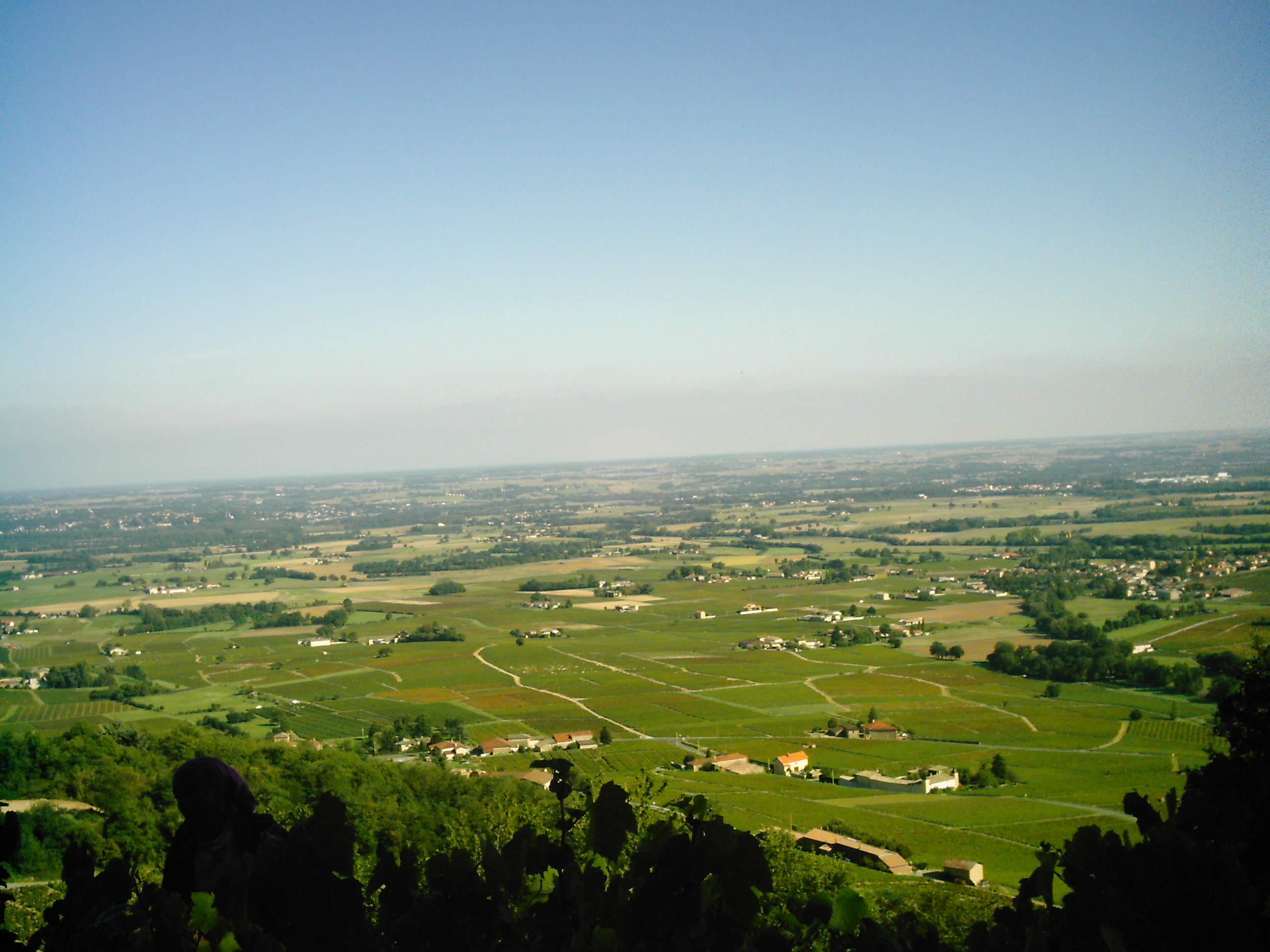
Виноградники у Божоле.

Основна стаття: Божоле (виноробний регіон)
Виноробний регіон Божоле має площу виноградників 23 000 га (2010) і розташований на території департаментів Сона і Луара та Рона у долині річки Сони, на східних і південних схилах пагорбів поблизу міста Ліон. Регіон має континентальний клімат, з холодними і сухими зимами і спекотним літом.
Найпоширенішим сортом винограду є червоний сорт Гаме (фр. Gamay), який використовується у виробництві найвідомішого молодого вина Божоле нуво та білий сорт шардоне.
Регіон складається з 3 основних апелласьйонів:
- Beaujolais AOC, (Божоле).
- Beaujolais-villages AOC, (Божоле Віллаж).
- «crus du Beaujolais» AOC, (крюс де Божоле) складається з 10 комун:

- Brouilly;
- Chénas;
- Chiroubles;
- Côte-de-Brouilly;
- Fleurie;
- Juliénas;
- Morgon;
- Moulin-à-Vent;
- Régnié;
- Saint-Amour.

### Бордо

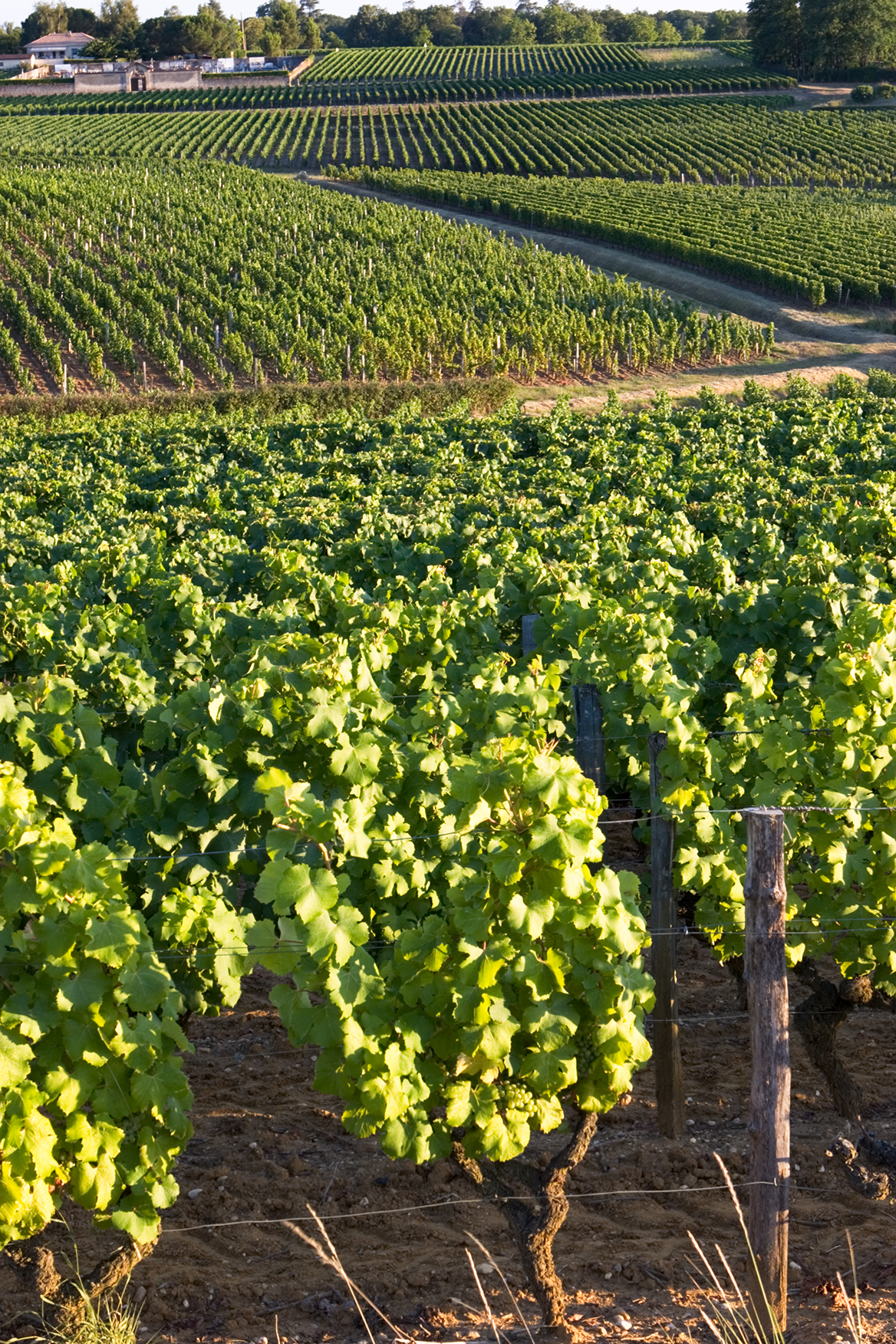
Виноградники регіону Сотерн у Бордо.

Основна стаття: Бордо (виноробний регіон)
Один із найстаріших виноробних регіонів Франції. Виноградники займають площу 117 500 га і утворюють найбільшу у Франції зону виробництва вин контрольованих за походженням найменування. Це регіон відомий на весь світ у першу чергу винами Château Lafite-Rothschild , Château Latour , Château Mouton-Rothschild , Château Margaux та Château Haut-Brion з суб-регіону Медок; Château Cheval Blanc та Château Ausone з Сент-Емільйону; Château Pétrus та Château Le Pin з регіону Помероль.
Як правило червоні вина виготовляють переважно із сортів винограду Каберне Совіньйон, Мерло рідше Каберне Фран та Пті Вердо. У Бордо також виготовляють сухі і солодкі білі вина, у тому числі деякі з найвідоміших у світі солодких вин Сотернів, зокрема, Château d'Yquem. Із білих сортів винограду найпоширенішим є: Совіньйон Блан, Семільйон (фр. Sémillon), та Мюскадель (фр. Muscadelle).
Регіон поділяється на Бордо (так званий «Загальний Бордо») та 6 основних підрегіонів, які своєю чергою поділяються на райони та комуни. Зокрема:
- Les bordeaux génériques, (Загальний Бордо) складається із районів:

- bordeaux, бордо включаючи назву бордо-кларет фр. bordeaux-clairet;
- bordeaux-supérieur;
- crémant de Bordeaux.

- Médoc, (Медок) складається із двох районів:

- médoc;
- haut-médoc;

та 6 комун:

- saint-estèphe;
- pauillac;
- saint-julien;
- listrac-médoc;
- moulis-en-médoc;
- margaux.

- Graves, (Грав) складається із двох районів:

- pessac-léognan;
- graves;

та двох комун: 

- graves-supérieures;
- cérons.

- Sauternais, (Сотерн) складається із комун:

- sauternes;
- fargues;
- bommes;
- preignac;
- barsac.

- Entre-deux-Mers, (Антр дю Мер) складається із комун:

- entre-deux-mers;
- premières-côtes-de-bordeaux;
- côtes-de-bordeaux-saint-macaire;
- cadillac;
- loupiac;
- sainte-croix-du-mont;
- cadillac-côtes-de-bordeaux;
- bordeaux-haut-benauge;
- graves-de-vayres;
- sainte-foy-bordeaux.

- Libournais, (Лібурн) складається із комун:

- fronsac;
- canon-fronsac;
- pomerol;
- lalande-de-pomerol;
- néac;
- saint-émilion;
- saint-émilion grand cru;
- montagne-saint-émilion;
- saint-georges-saint-émilion;
- lussac-saint-émilion;
- puisseguin-saint-émilion;
- francs-côtes-de-bordeaux;
- castillon-côtes-de-bordeaux.

- Blayais et Bourgeais, (Бле е Бурже) складається із комун:

- blaye;
- côtes-de-blaye;
- blaye-côtes-de-bordeaux;
- côtes-de-bourg.

### Бургундія

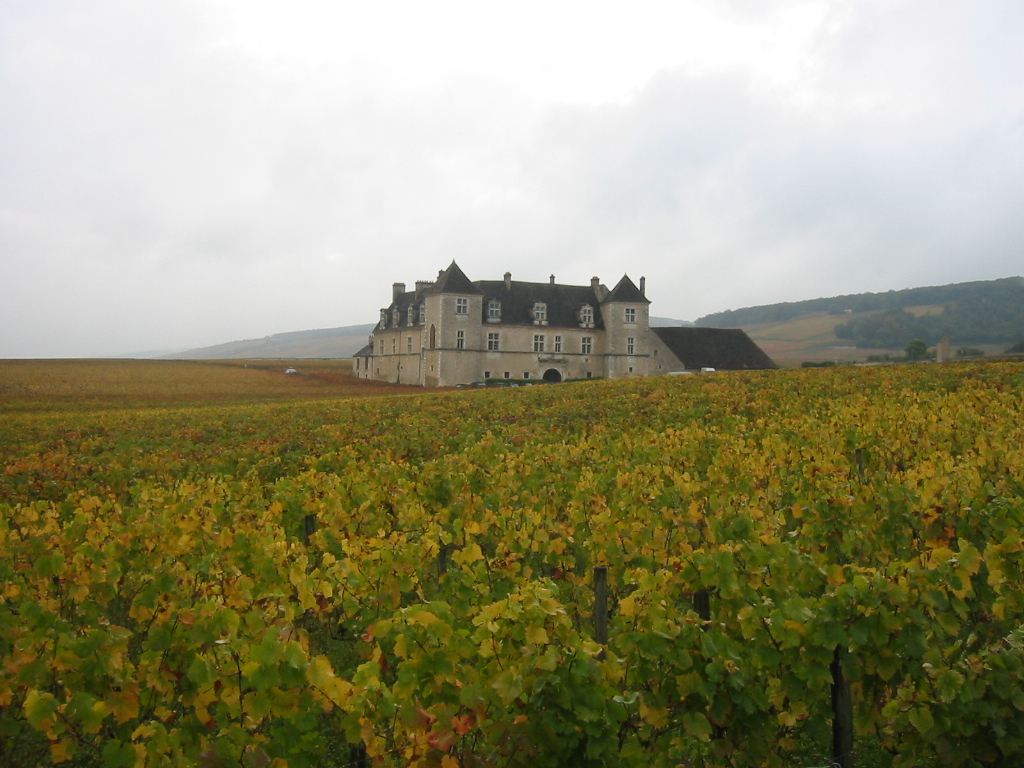
Виноградники Chateau du clos de Vougeot у Бургундії.

Основна стаття: Бургундія (виноробний регіон)
Старовинний виноробний регіон сходу Франції, що тягнеться майже на двісті кілометрів. До Французької революції 1791 року власниками бургундських виноградників були монастирі або вища знать (герцоги Бугундії). Під час революції виноградники були поділені на безліч наділів (парцел) між дрібними власниками. Саме тут надають величезного значення теруару вина, адже ґрунти, клімат і праця виноградаря народжують у вині тисячі відтінків, тому жоден інший регіон не може похвалитися такою кількістю апелласьйонів.
Виноробний регіон Бургундія має площу виноградників 29 500 га з них 25 000 га в AOC.
Географічне розташування: департаменти Йонна, Кот-д'Ор, Сона і Луара.
Основні сорти винограду: червоні Піно Нуар та Гаме, білі Шардоне та Аліготе.
Бургундії належить 83 апелласьйони з них один із найвідоміших — Шаблі.

### Долина Луари

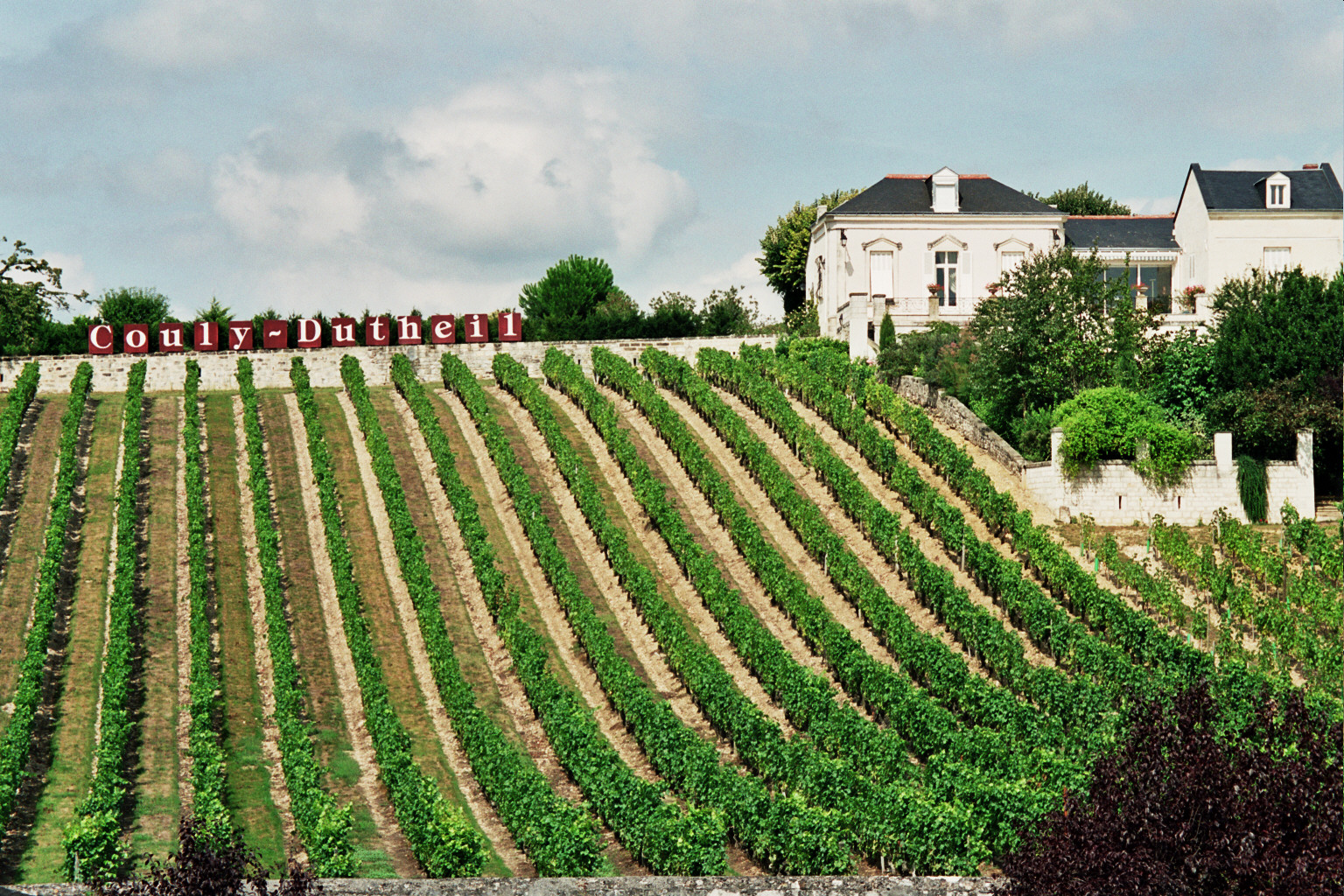
Виноградники долини Луари.

Основна стаття: Долина Луари (виноробний регіон)
Один із найбільших виноробних регіонів Франції, що простягнувся майже на 300 км уздовж річки Луари і її приток.
Виноробний регіон має площу виноградників 70 000 га, з яких 52 000 га в VQPRD.
Географічне розташування: департаменти Атлантична Луара, Вандея, Мен і Луара, Де-Севр, В'єнна, Сарта, Ендр, Ендр і Луара, Луар і Шер, Луаре, Шер, Ньєвр, Альє, Пюї-де-Дом, Луара.
Основні сорти винограду: червоні Каберне Фран, Каберне Совіньйон, Гаме, Піно Нуар, білі Совіньйон, Мелон, Шардоне.
Регіону належить 68 апелласьйонів.

### Долина Рони
Основна стаття: Долина Рони (виноробний регіон)
Один із найдавніших виноробних регіонів на півдні Франції, що розташувався по обох берегах Рони вузькою смугою завдовжки 225 км від В'єнн до Авіньйона. Значну популярність винам долини Рони у Середні віки пов'язана з переїздом папського двору до Авіньйона у 1305 році.
Виноробний регіон має площу виноградників 79 045 га.
Географічне розташування: департаменти Рона, Луара, Ардеш, Гар, Дром, Воклюз.
Основні сорти винограду: червоні Сіра, Гренаш, Mourvèdre, білі Marsanne, Roussanne, Viognier, Grenache blanc, Clairette та Bourboulenc.
Основні апелласьйони:
- châteauneuf-du-pape;
- condrieu;
- côte-rôtie;
- côtes-du-rhône;
- saint-joseph;
- crozes-hermitage;
- gigondas;
- tavel.

### Ельзас

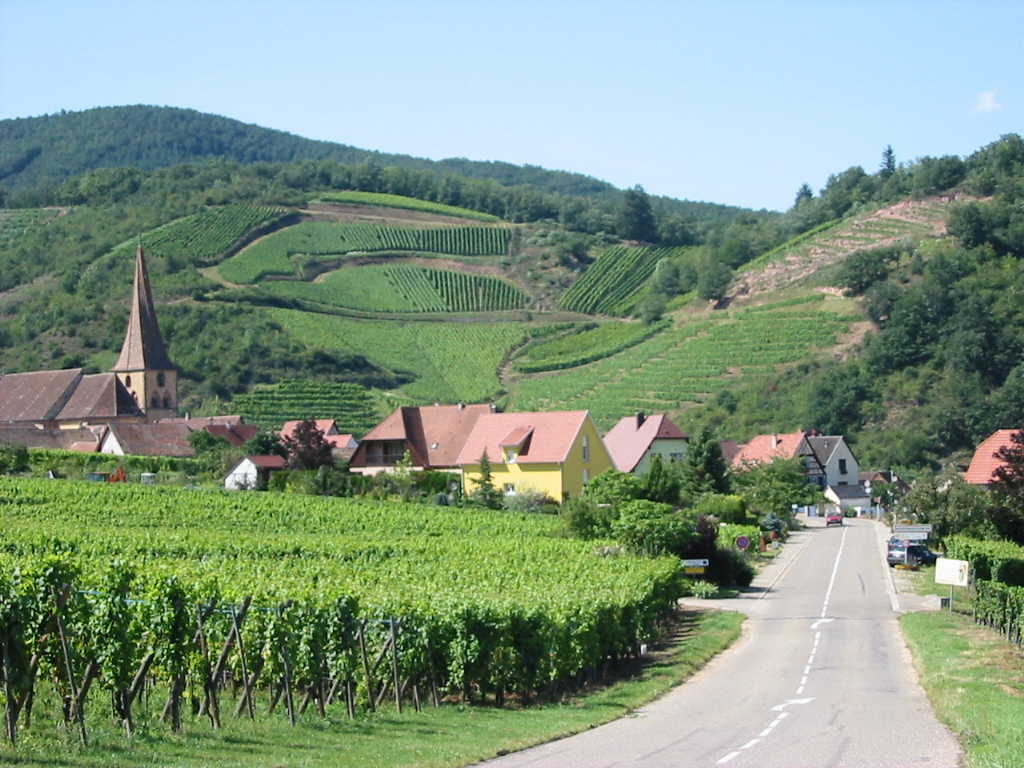
Виноградники Ельзасу.

Основна стаття: Ельзас (виноробний регіон)
Цей регіон північного сходу Франції розташований на кордоні з Швейцарією та Німеччиною. Виноград тут почали культивувати ще в епоху стародавніх римлян. У Середні віки в Ельзасі виникають великі монастирські господарства, однією зі статей доходів яких було виноробство, до того ж близькість Рейну, однієї з головних водних транспортних артерій, значною мірою сприяла експорту місцевих вин на ринки інших країн.
Виноробний регіон має площу виноградників 15 197 га.
Географічне розташування: департаменти Нижній Рейн, Верхній Рейн.
Основні сорти винограду: червоний Піно Нуар, сірий Піно Грі, рожевий Ґевюрцтрамінер, білі Рислінг, Сільванер, Піно Блан.
Основні апелласьйони:
- alsace;
- alsace grand cru;
- crémant d'Alsace.

### Жура

Виноградники Château-Chalon у регіоні Жура.

Основна стаття: Жура (виноробний регіон)
У цьому невеликому за площею регіоні на кордоні із Швейцарією виробляється кілька унікальних сортів вина, таких як Жовте вино (фр. Vin Jaune) і Солом'яне вино (фр. Vin de Paille).
Виноробний регіон має площу виноградників 1 814 га (2008).
Географічне розташування: департаменти Жура
Основні сорти винограду: червоні Poulsard, Trousseau, Піно Нуар, Гаме, білі Шардоне, Savagnin.
Основні апелласьйони:
- côtes-du-jura;
- arbois;
- l'étoile;
- château-chalon;
- macvin du Jura;
- crémant du Jura;
- franche-comté;
- doubs.

### Корсика
Основна стаття: Корсика (виноробний регіон)
Середземноморський острів, приєднаний до Франції у 1768 році, з чим пов'язаний розквіт виноробства. Більшість його винної продукції споживається місцевим населенням.
Виноробний регіон має площу виноградників 7 180 га з них 2 759 в AOC.
Географічне розташування: департаменти Верхня Корсика, Південна Корсика.
Основні сорти винограду: червоні Nielluccio, Sciacarello, Carcajolo noir, білі Мальвазія, Верментино, Carcajolo blanc.
Основні апелласьйони:
- vin de Corse;
- ajaccio;
- patrimonio;
- calvi;
- coteaux-du-cap-corse;
- figari;
- porto-vecchio;
- sartène;
- muscat du Cap-Corse;
- île-de-beauté.

### Лангедок-Руссільйон

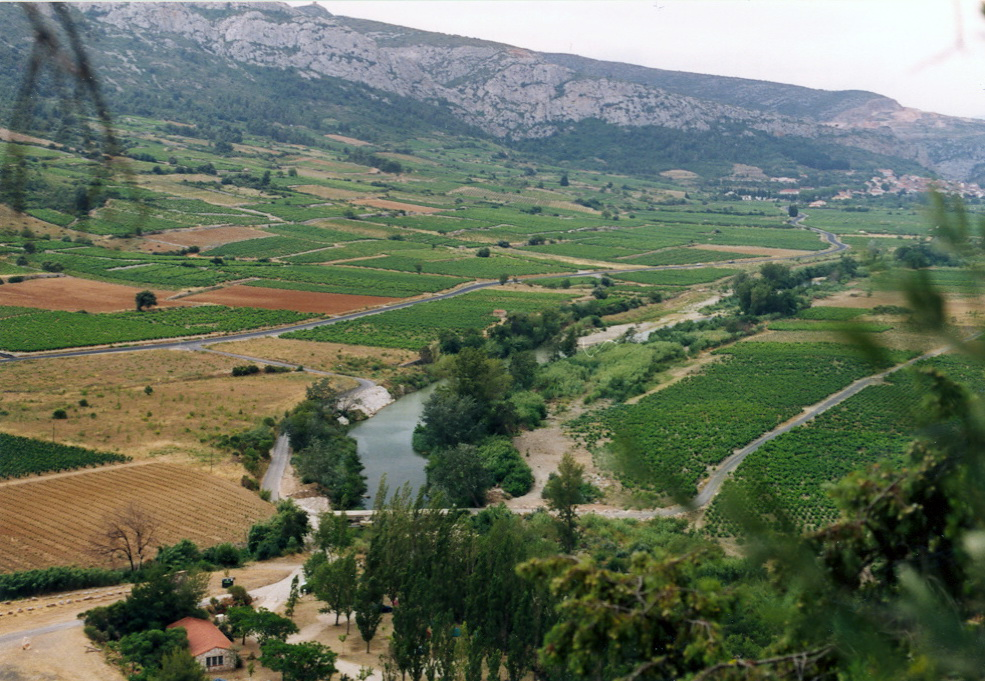
Виноградники Côtes-du-Roussillon у регіоні Лангедок-Руссільйон.

Основна стаття: Лангедок-Руссільйон (виноробний регіон)
Регіон називають «винне озеро». Це найбільший виноробний регіон у Франції за площею. Проте, значна частина його винної продукції невисокої якості. У цьому регіоні одночасно із дбайливим збереженням вікових традицій виноробів «Старого світу» задіяна велика кількість інноваційних виноробних методів «Нового світу».
Виноробний регіон має площу виноградників 300 000 га.
Географічне розташування: департаменти Од, Еро, Східні Піренеї, Гар
Основні сорти винограду: червоні Сіра, Гренаш, Кариньян, Сенсо, Мурведр, сірий Піно Грі, білі Мальвазія, Grenache blanc, Макабео, Roussanne, Marsanne, Muscat blanc à petits grains.
Основні апелласьйони:
- languedoc;
- côtes-du-roussillon;
- muscat de Rivesaltes;
- pays-d'oc;
- saint-chinian.

### Південно-Західна Франція

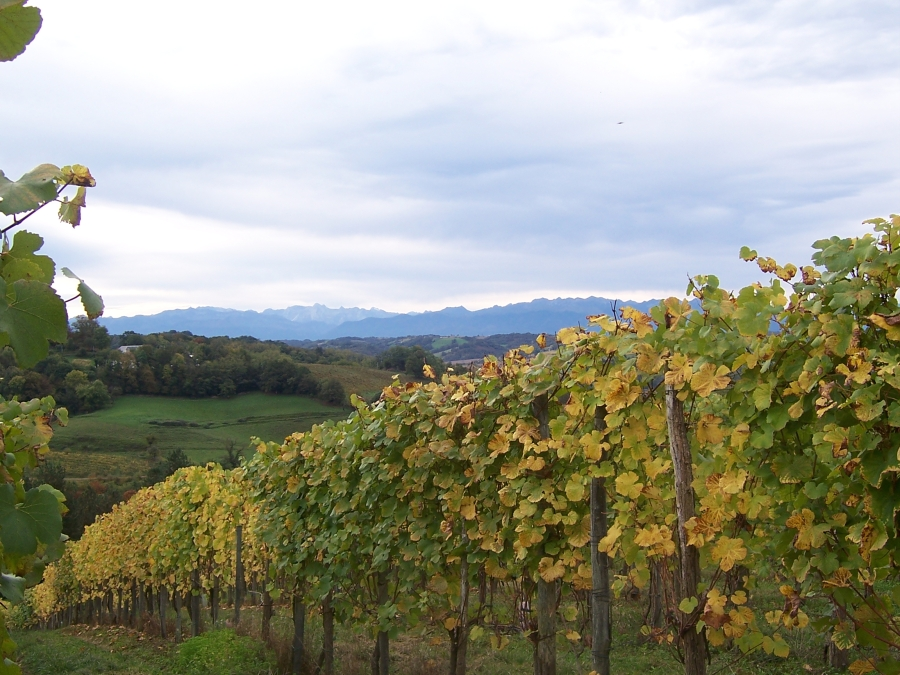
Виноградники Jurançon у Південно-Західній Франції.

Основна стаття: Південно-Західна Франція (виноробний регіон)
Регіон об'єднаний за місцем розташування, проте сюди включено часто різні за кліматом та умовами виноградники.
Географічне розташування: регіони Аквітанія та Південь-Піренеї.
Основні сорти винограду: червоні Abouriou, Каберне Фран, Каберне Совіньйон, Мальбек, Duras, Fer Servadou, Мерло, Négrette, Танна, білі Colombard, гро мансан, Mauzac, Мюскадель, Petit Manseng, Совіньйон Блан, Семільйон, Ugni blanc.
Основні апелласьйони:
- bergerac;
- montravel;
- monbazillac;
- buzet;
- fronton;
- cahors;
- gaillac;
- madiran;
- pacherenc-du-vic-bilh;
- côtes-de-gascogne;
- jurançon.

### Прованс

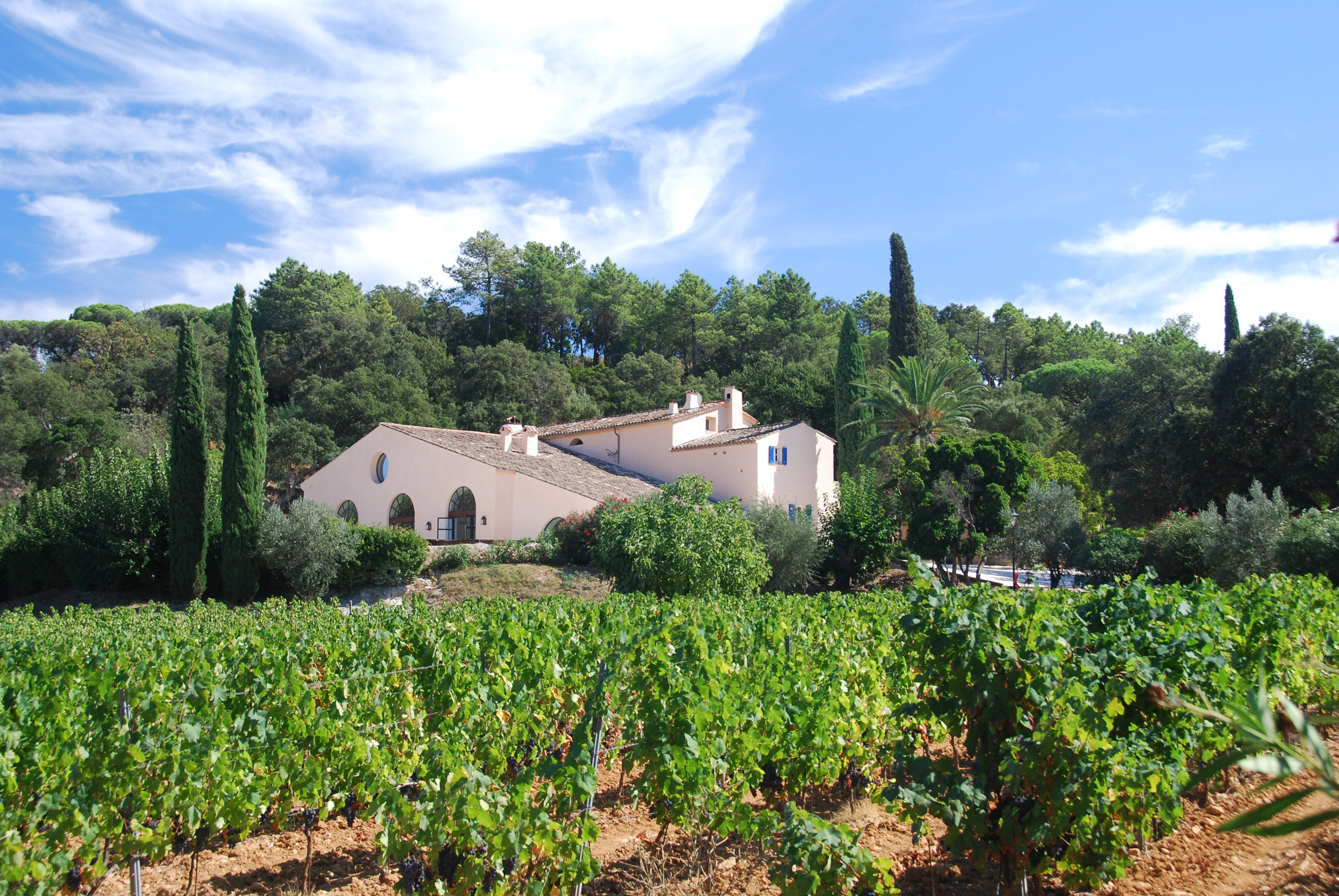
Виноградники Сен-Тропе у Провансі.

Основна стаття: Прованс (виноробний регіон)
Прованс, розташований на півдні Франції в зоні клімату з м'якими зимами, жарким літом і довгою теплою осінню є одним із найдавніших виноробних регіонів Франції, закладеним ще в VI столітті до нашої ери в період перших грецьких колоній на березі Середземного моря. 1977 року Прованс був удостоєний статусу регіону вин контрольованих за назвою (AOC).
Виноробний регіон має площу виноградників 27 000 га.
Географічне розташування: департаменти Буш-дю-Рон, Вар, Альпи Верхнього Провансу, Приморські Альпи.
Основні сорти винограду: червоні Сіра, Гренаш, Mourvèdre, Cinsault, Tibouren, Каберне Совіньйон, Кариньян, Barbaroux, Calitor, білі Clairette, Rolle або Верментино, Семільйон та Ugni blanc.
Основні апелласьйони:
- côtes-de-provence;
- coteaux-varois-en-provence;
- coteaux-d'aix-en-provence;
- coteaux-des-baux-de-provence;
- pierrevert;
- bandol;
- bellet;
- cassis;
- palette.

### Савойя

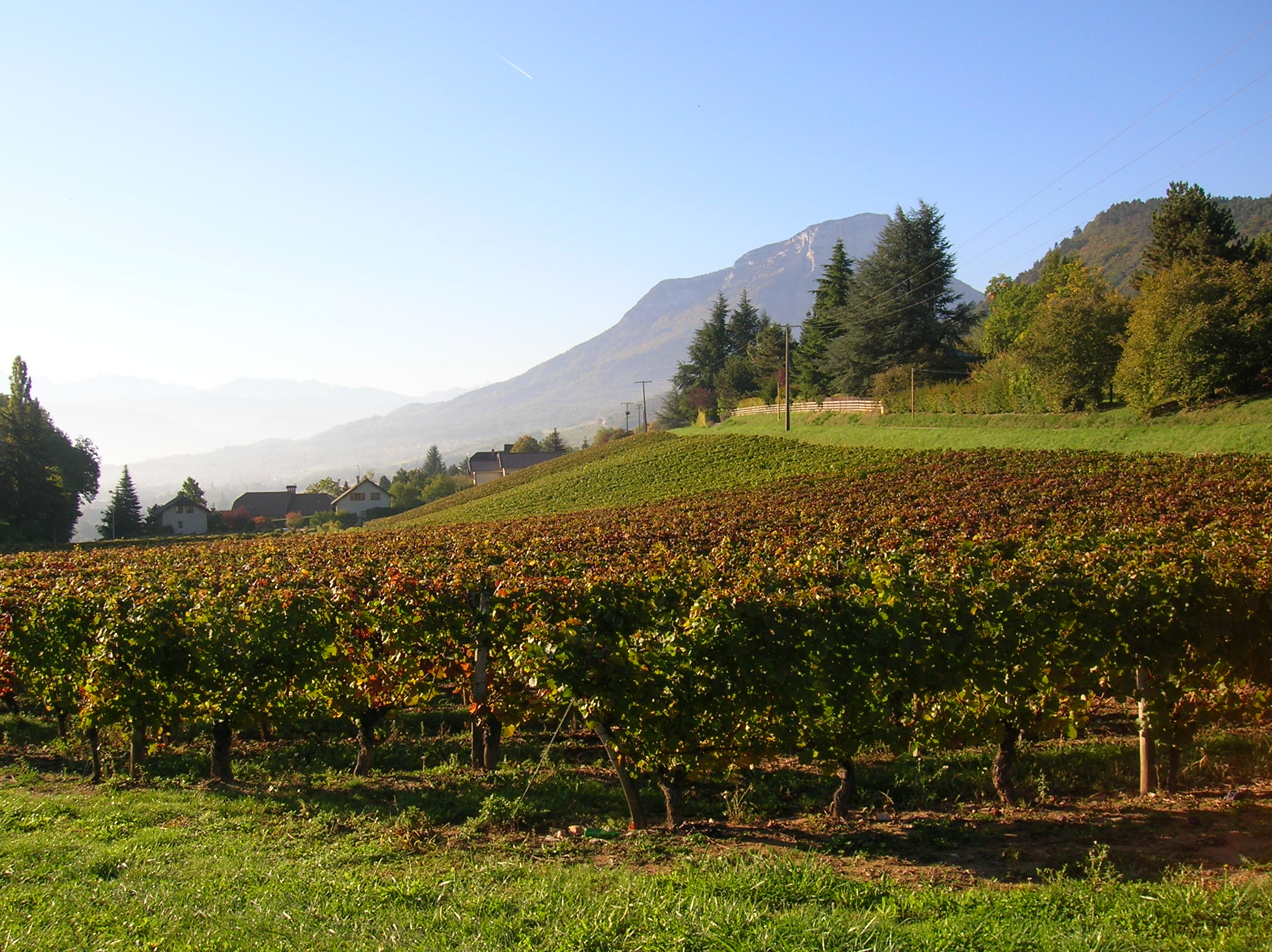
Виноградники у регіоні Савойя.

Основна стаття: Савойя (виноробний регіон)
Виноробний регіон має площу виноградників 2 170 га (2006).
Географічне розташування: департаменти Савоя, Верхня Савоя, Ен, Ізер.
Основні сорти винограду: червоні Гаме та Mondeuse, білі Jacquère, Roussanne, Altesse, Chasselas.
Основні апелласьйони:
- vin de Savoie;
- abymes;
- apremont;
- roussette de Savoie;
- crépy;
- seyssel.

### Шампань

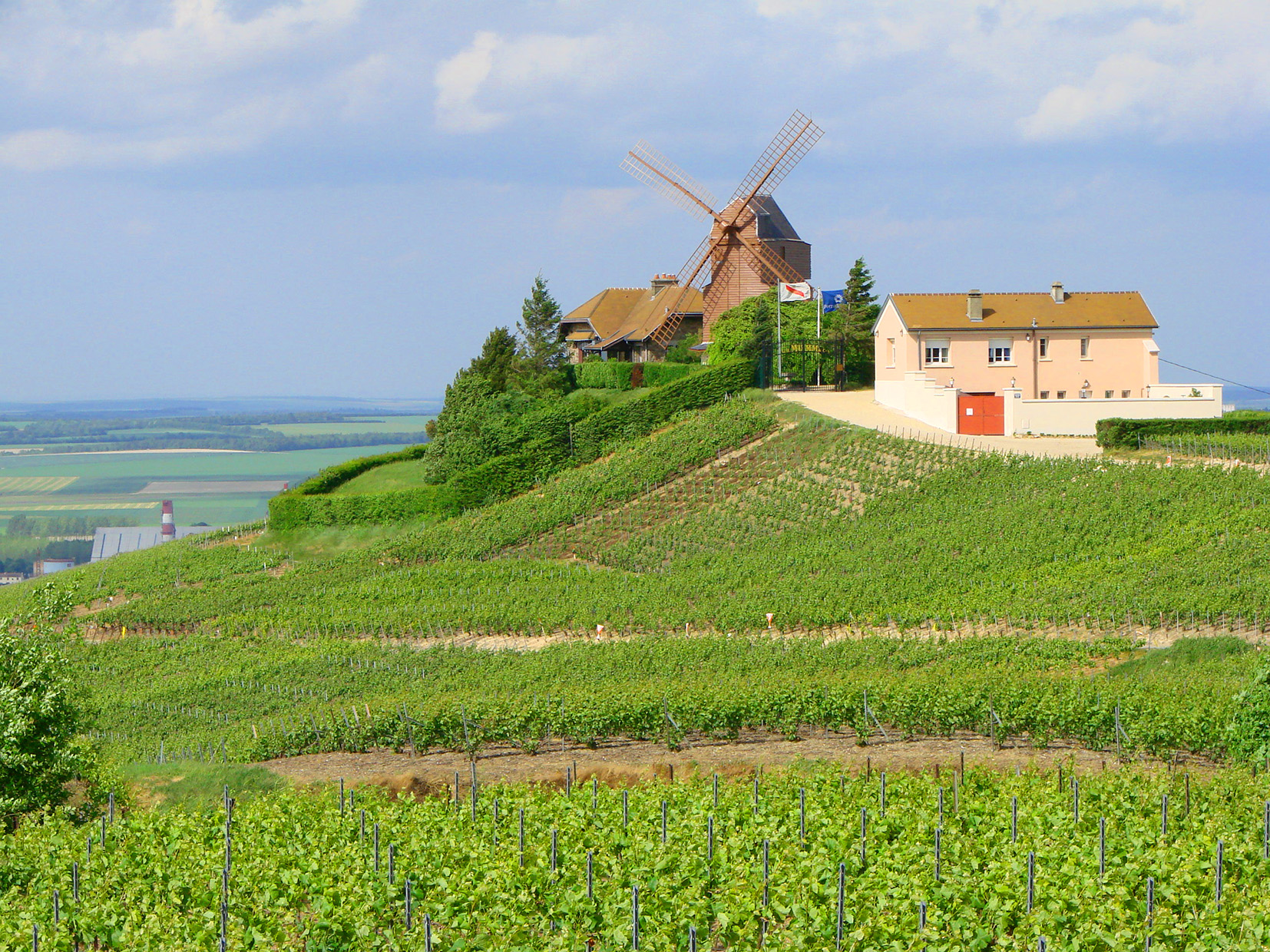
Виноградники Шампані.

Основна стаття: Шампань (виноробний регіон)
Регіон Шампань, розташований на сході Франції по-сусідству з Бельгією і Люксембургом є батьківщиною ігристого вина — шампанського.
Виноробний регіон має площу виноградників 33 077 га.
Географічне розташування: департаменти Марна, Об, Ена, Верхня Марна, Сена і Марна.
Основні сорти винограду: червоні Піно Нуар та Pinot Meunier, білий Шардоне.
Основні апелласьйони:
- champagne;
- coteaux-champenois;
- rosé des Riceys;
- haute-marne;
- coteaux-de-coiffy.

## Типові сорти винограду
Основна стаття: Список сортів винограду дозволених для вирощування у Франції
У Франції вирощується багато сортів винограду, від відомих в усьому світі до маловідомих місцевих сортів. Більшість так званих міжнародних сортів мають французьке походження або стали відомими після їх вирощування у Франції. Система апелласьйонів суворо обмежує кожен виноробний регіон. Зокрема, вона регламентує, які саме сорти винограду мають вирощуватися і у яких регіонах, їх допустиму врожайність, та який виноград має бути використаним для приготування того чи іншого вина.
Більшість сортів винограду чітко пов'язані з певними виноробними регіонами. Наприклад Каберне Совіньйон у Бордо, Сіра у долині Рони тощо. Правилами апеласьйонів заборонено вирощувати у регіонах (навіть якщо кліматичні та ґрунтові умови дозволяють) інші сорти винограду. Наприклад умови регіону Бордо цілком дозволяють вирощувати виноград Шардоне, проте якщо такий виноград почнуть вирощувати, а особливо, якщо з нього виготовлять вино то таке вино і господарство буде виключене із класифікації та деноміноване.
Найпоширенішими за площею сортами винограду в 2007 році були такі:

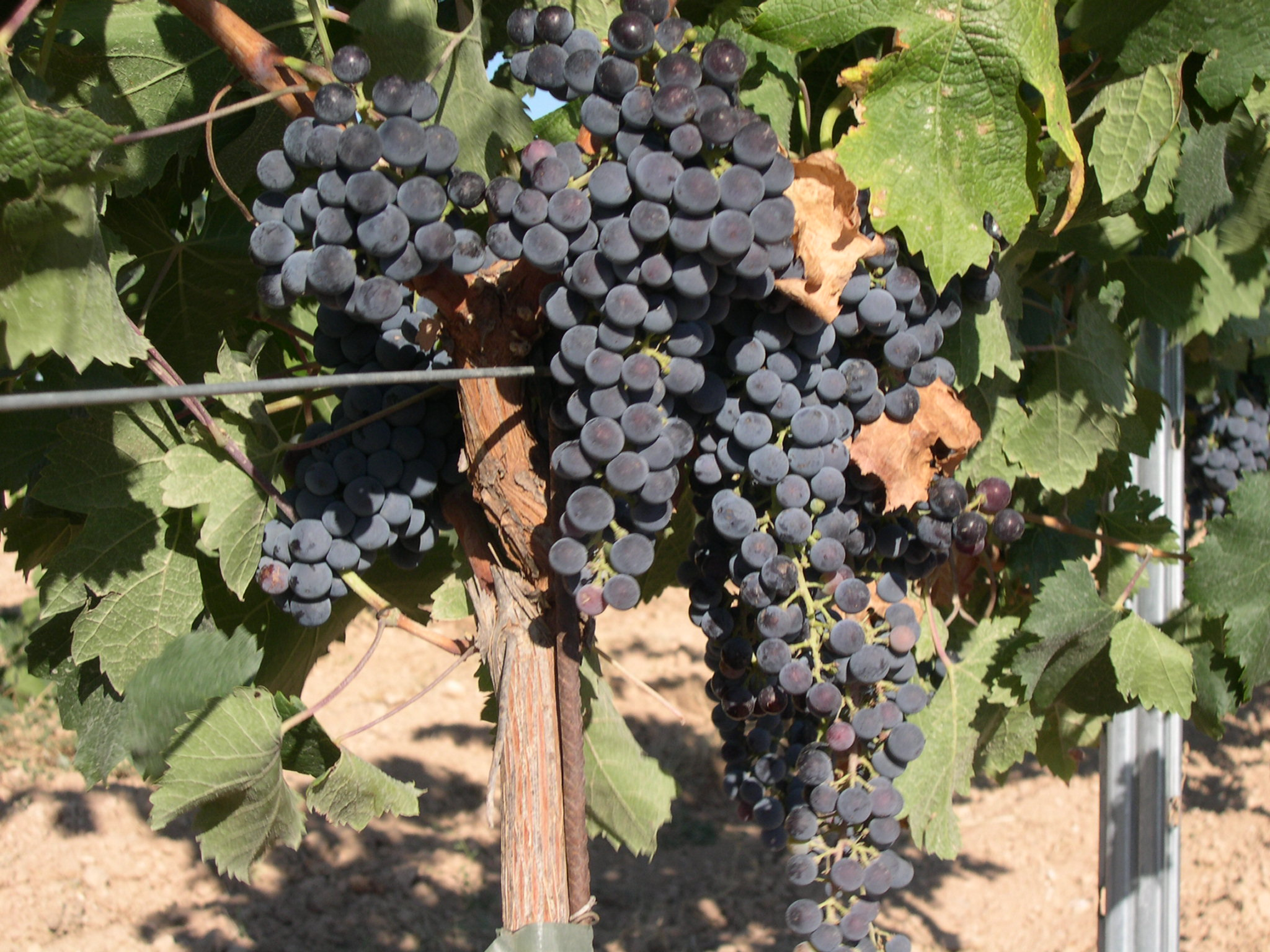
Мерло

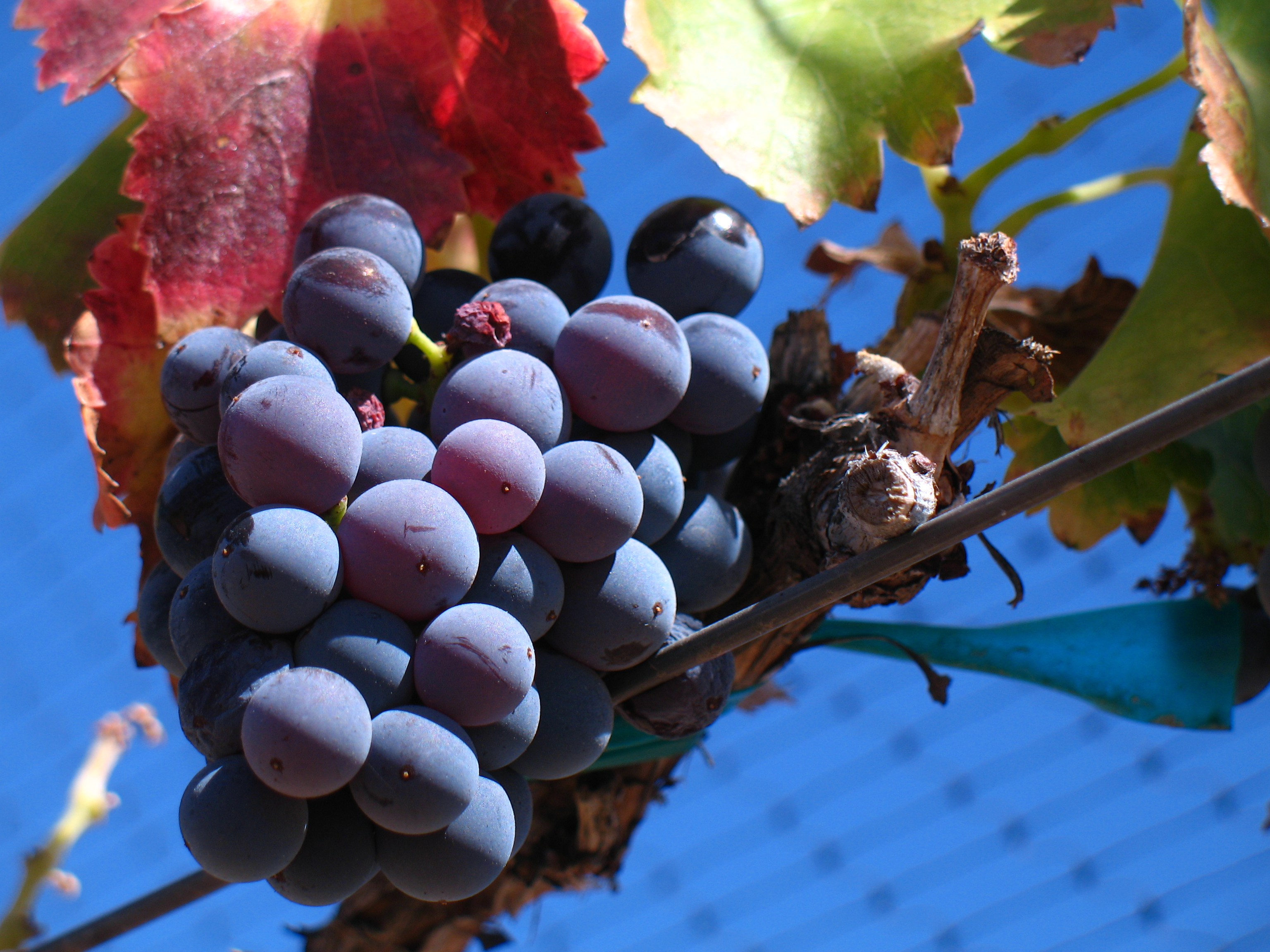
Гренаш

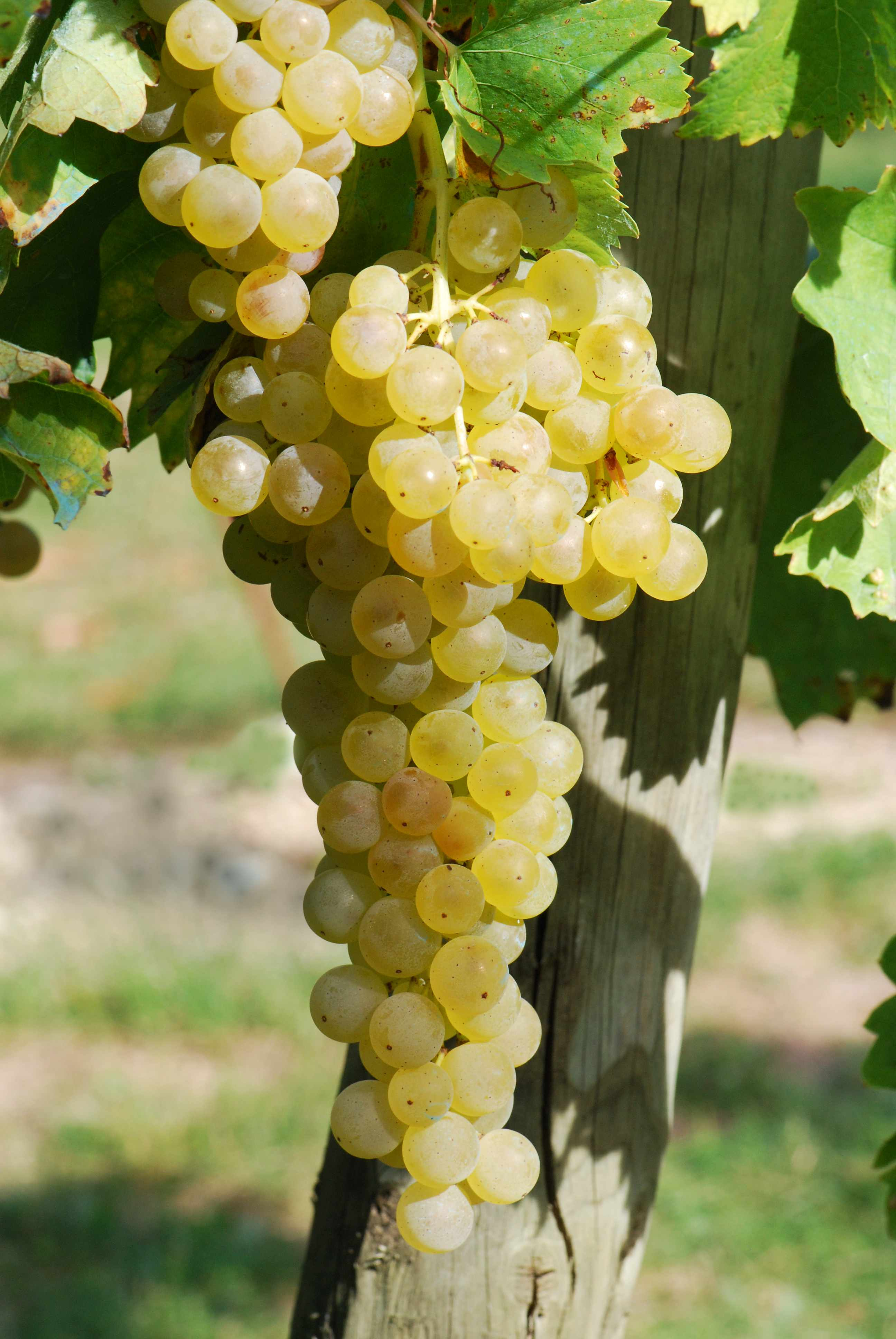
Уні Блан

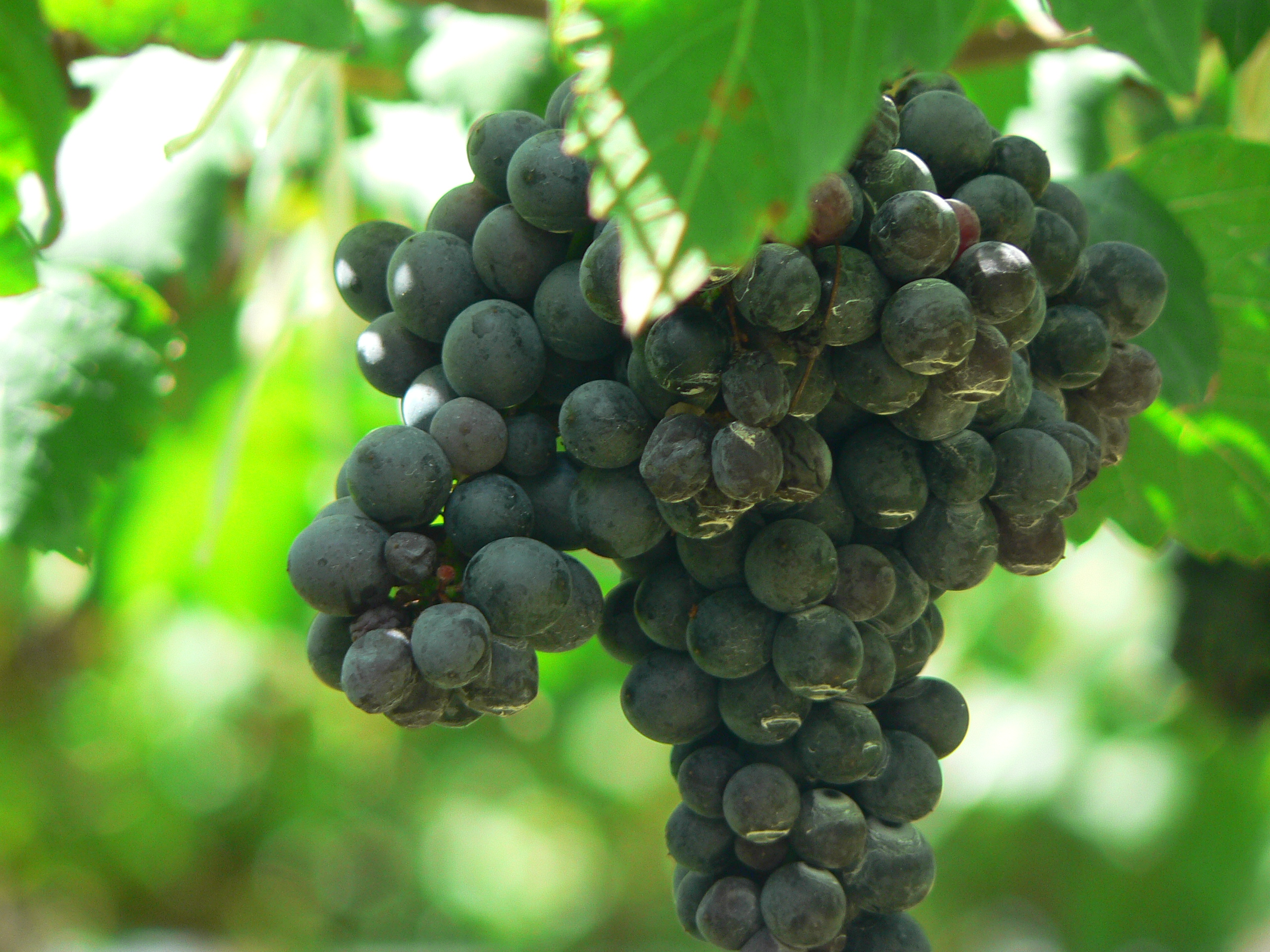
Сіра

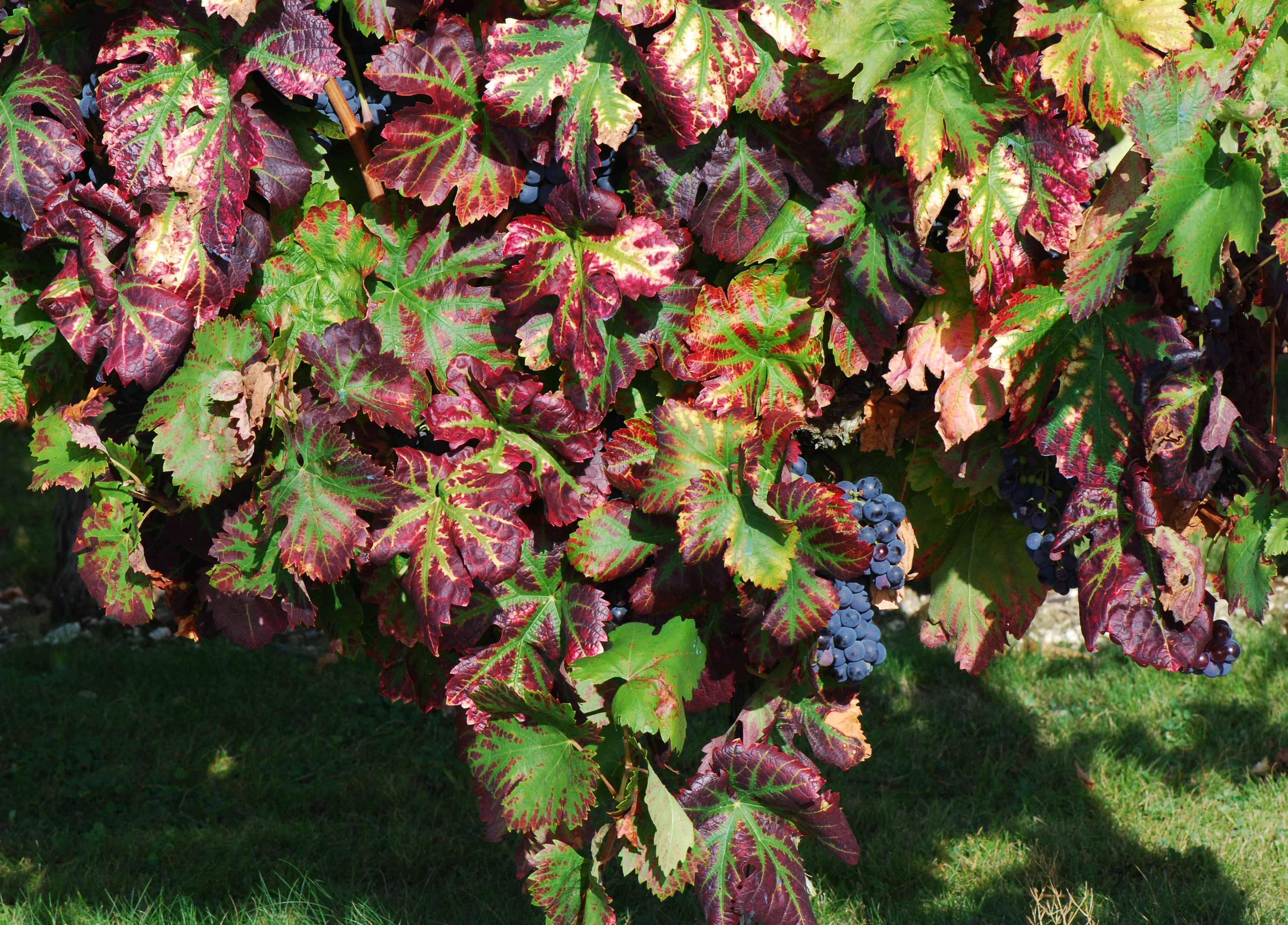
Кариньян

| Найпоширеніші сорти винограду у Франції (станом на 2007 рік, площа яких більша 1000 га) | Найпоширеніші сорти винограду у Франції (станом на 2007 рік, площа яких більша 1000 га) | Найпоширеніші сорти винограду у Франції (станом на 2007 рік, площа яких більша 1000 га) | Найпоширеніші сорти винограду у Франції (станом на 2007 рік, площа яких більша 1000 га) |
| Сорти                                                                                   | Колір                                                                                   | Площа (%)                                                                               | Площа (га)                                                                              |
| --------------------------------------------------------------------------------------- | --------------------------------------------------------------------------------------- | --------------------------------------------------------------------------------------- | --------------------------------------------------------------------------------------- |
| 1. Merlot (Мерло)                                                                       | червоний                                                                                | 13.6 %                                                                                  | 116 715                                                                                 |
| 2. Grenache (Гренаш)                                                                    | червоний                                                                                | 11.3 %                                                                                  | 97 171                                                                                  |
| 3. Ugni Blanc (Уні Блан)                                                                | білий                                                                                   | 9.7 %                                                                                   | 83 173                                                                                  |
| 4. Syrah (Сіра)                                                                         | червоний                                                                                | 8.1 %                                                                                   | 69 891                                                                                  |
| 5. Carignan (Кариньян)                                                                  | червоний                                                                                | 6.9 %                                                                                   | 59 210                                                                                  |
| 6. Cabernet Sauvignon (Каберне Совіньйон)                                               | червоний                                                                                | 6.7 %                                                                                   | 57 913                                                                                  |
| 7. Chardonnay (Шардоне)                                                                 | білий                                                                                   | 5.1 %                                                                                   | 43 887                                                                                  |
| 8. Cabernet Franc (Каберне Фран)                                                        | червоний                                                                                | 4.4 %                                                                                   | 37 508                                                                                  |
| 9. Gamay (Гаме)                                                                         | червоний                                                                                | 3.7 %                                                                                   | 31 771                                                                                  |
| 10. Pinot Noir (Піно Нуар)                                                              | червоний                                                                                | 3.4 %                                                                                   | 29 576                                                                                  |
| 11. Sauvignon Blanc (Совіньйон Блан)                                                    | білий                                                                                   | 3.0 %                                                                                   | 26 062                                                                                  |
| 12. Cinsault (Сенсо)                                                                    | червоний                                                                                | 2.6 %                                                                                   | 22 239                                                                                  |
| 13. Melon de Bourgogne                                                                  | білий                                                                                   | 1.4 %                                                                                   | 12 483                                                                                  |
| 14. Sémillon (Семільйон)                                                                | білий                                                                                   | 1.4 %                                                                                   | 11 864                                                                                  |
| 15. Pinot Meunier                                                                       | червоний                                                                                | 1.3 %                                                                                   | 11 335                                                                                  |
| 16. Chenin Blanc (Шенен Блан)                                                           | білий                                                                                   | 1.1 %                                                                                   | 9 756                                                                                   |
| 17. Mourvèdre (Мурведр)                                                                 | червоний                                                                                | 1.1 %                                                                                   | 9 494                                                                                   |
| 18. Colombard                                                                           | білий                                                                                   | 0.9 %                                                                                   | 7 710                                                                                   |
| 19. Muscat Blanc à Petits Grains                                                        | білий                                                                                   | 0.9 %                                                                                   | 7 634                                                                                   |
| 20. Malbec (Мальбек)                                                                    | червоний                                                                                | 0.8 %                                                                                   | 6 291                                                                                   |
| 21. Алікант Буше                                                                        | червоний                                                                                | 0.7 %                                                                                   | 5 680                                                                                   |
| 22. Grenache Blanc                                                                      | білий                                                                                   | 0.6 %                                                                                   | 5 097                                                                                   |
| 23. Viognier (Віоньє)                                                                   | білий                                                                                   | 0.5 %                                                                                   | 4 111                                                                                   |
| 24. Muscat de Hambourg (Мускат Гамбургський)                                            | червоний                                                                                | 0.4 %                                                                                   | 3 605                                                                                   |
| 25. Riesling (Рислінг)                                                                  | білий                                                                                   | 0.4 %                                                                                   | 3 480                                                                                   |
| 26. Vermentino (Верментино)                                                             | білий                                                                                   | 0.4 %                                                                                   | 3 453                                                                                   |
| 27. Aramon                                                                              | червоний                                                                                | 0.4 %                                                                                   | 3 304                                                                                   |
| 28. Gewurztraminer (Ґевюрцтрамінер)                                                     | рожевий                                                                                 | 0.4 %                                                                                   | 3 040                                                                                   |
| 29. Tannat (Танна)                                                                      | червоний                                                                                | 0.3 %                                                                                   | 3 001                                                                                   |
| 30. Gros Manseng (Гро мансан)                                                           | білий                                                                                   | 0.3 %                                                                                   | 2 877                                                                                   |
| 31. Macabeu (Макабео)                                                                   | білий                                                                                   | 0.3 %                                                                                   | 2 778                                                                                   |
| 32. Muscat d'Alexandrie                                                                 | білий                                                                                   | 0.3 %                                                                                   | 2 679                                                                                   |
| 33. Pinot Gris (Піно Грі)                                                               | сірий                                                                                   | 0.3 %                                                                                   | 2 582                                                                                   |
| 34. Clairette blanche                                                                   | білий                                                                                   | 0.3 %                                                                                   | 2 505                                                                                   |
| 35. Caladoc                                                                             | червоний                                                                                | 0.3 %                                                                                   | 2 449                                                                                   |
| 36. Grolleau                                                                            | червоний                                                                                | 0.3 %                                                                                   | 2 363                                                                                   |
| 37. Auxerrois Blanc                                                                     | білий                                                                                   | 0.3 %                                                                                   | 2 330                                                                                   |
| 38. Marselan (Марселан)                                                                 | червоний                                                                                | 0.3 %                                                                                   | 2 255                                                                                   |
| 39. Mauzac                                                                              | білий                                                                                   | 0.2 %                                                                                   | 2 077                                                                                   |
| 40. Aligoté (Аліготе)                                                                   | білий                                                                                   | 0.2 %                                                                                   | 1 946                                                                                   |
| 41. Folle Blanche                                                                       | білий                                                                                   | 0.2 %                                                                                   | 1 848                                                                                   |
| 42. Grenache Gris (Гренаш Грі)                                                          | сірий                                                                                   | 0.2 %                                                                                   | 1 756                                                                                   |
| 43. Chasselas (Шасла)                                                                   | білий                                                                                   | 0.2 %                                                                                   | 1 676                                                                                   |
| 44. Nielluccio                                                                          | червоний                                                                                | 0.2 %                                                                                   | 1 647                                                                                   |
| 45. Fer                                                                                 | червоний                                                                                | 0.2 %                                                                                   | 1 634                                                                                   |
| 46. Muscadelle (Мюскадель)                                                              | білий                                                                                   | 0.2 %                                                                                   | 1 618                                                                                   |
| 47. Terret Blanc                                                                        | білий                                                                                   | 0.2 %                                                                                   | 1 586                                                                                   |
| 48. Sylvaner (Сільванер)                                                                | білий                                                                                   | 0.2 %                                                                                   | 1 447                                                                                   |
| 49. Piquepoul Blanc                                                                     | білий                                                                                   | 0.2 %                                                                                   | 1 426                                                                                   |
| 50. Villard Noir                                                                        | червоний                                                                                | 0.2 %                                                                                   | 1 399                                                                                   |
| 51. Marsanne                                                                            | білий                                                                                   | 0.2 %                                                                                   | 1 326                                                                                   |
| 52. Négrette                                                                            | червоний                                                                                | 0.2 %                                                                                   | 1 319                                                                                   |
| 53. Roussanne                                                                           | білий                                                                                   | 0.2 %                                                                                   | 1 307                                                                                   |
| 54. Pinot Blanc (Піно Блан)                                                             | білий                                                                                   | 0.2 %                                                                                   | 1 304                                                                                   |
| 55. Plantet                                                                             | білий                                                                                   | 0.1 %                                                                                   | 1 170                                                                                   |
| 56. Jacquère                                                                            | білий                                                                                   | 0.1 %                                                                                   | 1 052                                                                                   |
| Усі білі сорти                                                                          |                                                                                         | 30.1 %                                                                                  | 259 130                                                                                 |
| Усі червоні, рожеві та сірі сорти                                                       |                                                                                         | 69.9 %                                                                                  | 601 945                                                                                 |
| Всього                                                                                  |                                                                                         | 100.0 %                                                                                 | 861 075                                                                                 |

## Пляшка та корок
Форма пляшки часто відіграє важливу роль у виробництві вина. Зокрема, вина з Бордо часто мають характерний осад, тому їх, як правило, розливають у пляшки з глибокою виїмкою внизу. Коли напій наливають, широкі плечі дна пляшки блокують доступ осаду в келих. У бургундських вин навпаки, осаду не буває, тому й форма пляшки зовсім інша  — із плоскішим дном.
Якість винного корка визначається матеріалом виготовлення, а також наявністю маркування, що частково дублює інформацію на етикетці. Найпоширенішим матеріалом винного корка є суцільний корок із коркового дуба. Такі корки використовуються на відомих і найдорожчих винах. Відповідно такий корок є найдорожчим варіантом.
Більш дешевим варіантом є агломерований корок, що виготовлений із залишків кори коркового дуба, які залишились після вирубки суцільних корків. Залишки кори подрібнюються і потім склеюються у корки-агломерати.
Найдешевший варіант корку — синтетичний корок, що виготовляється із пластмаси. Часто такий корок створюють як імітацію під коркове дерево. Незважаючи на штучне походження останнім часом усе більше виробників (крім елітних) переходять на використання синтетичних корків.
Можливі варіанти комбінованих корків, верхня частина яких виготовлена з пластику, а нижня, що безпосередньо закупорює горлечко пляшки виготовлена з коркового дуба (найчастіше агломерат), чи пластмаси.

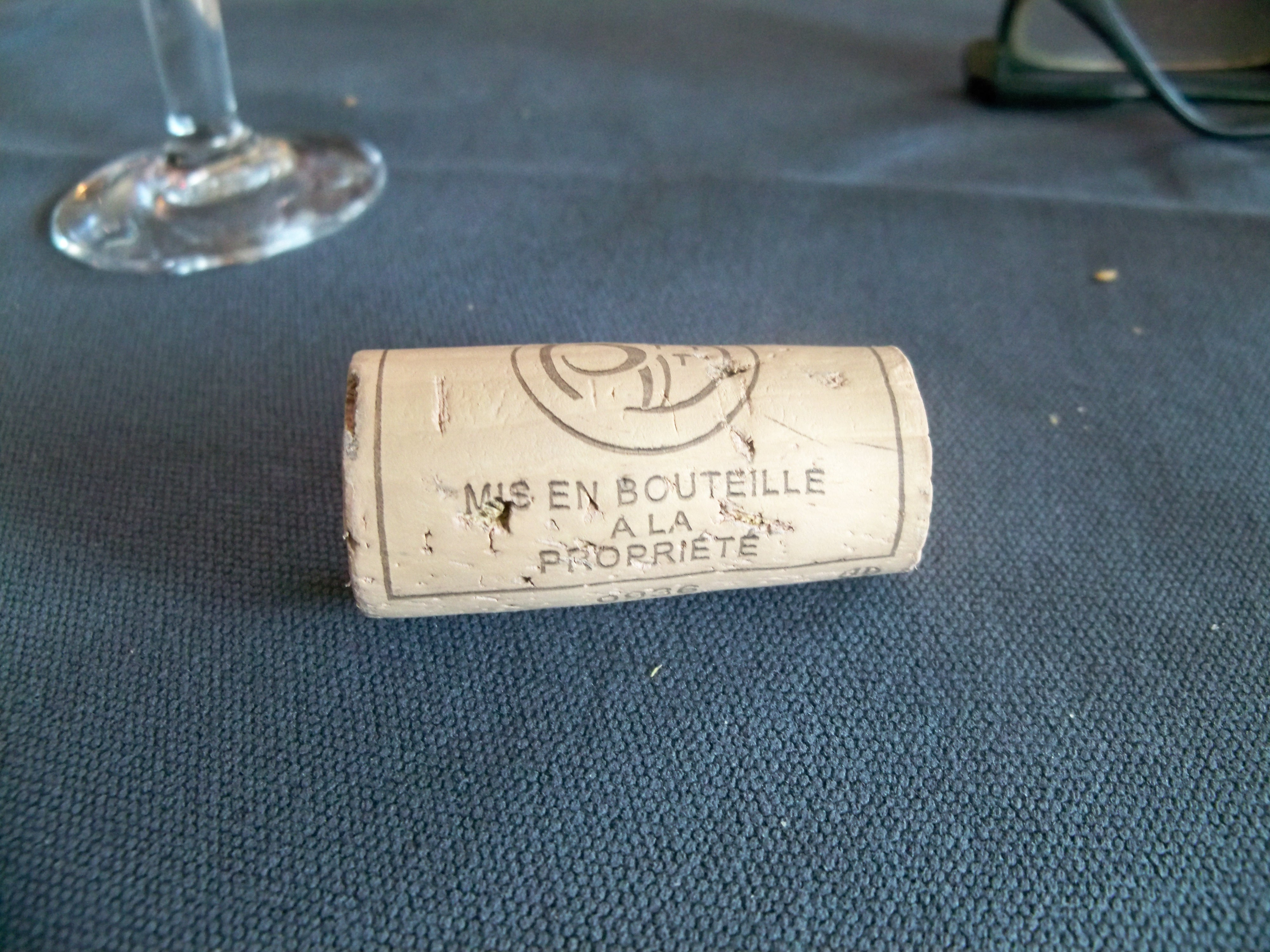
Суцільний корок
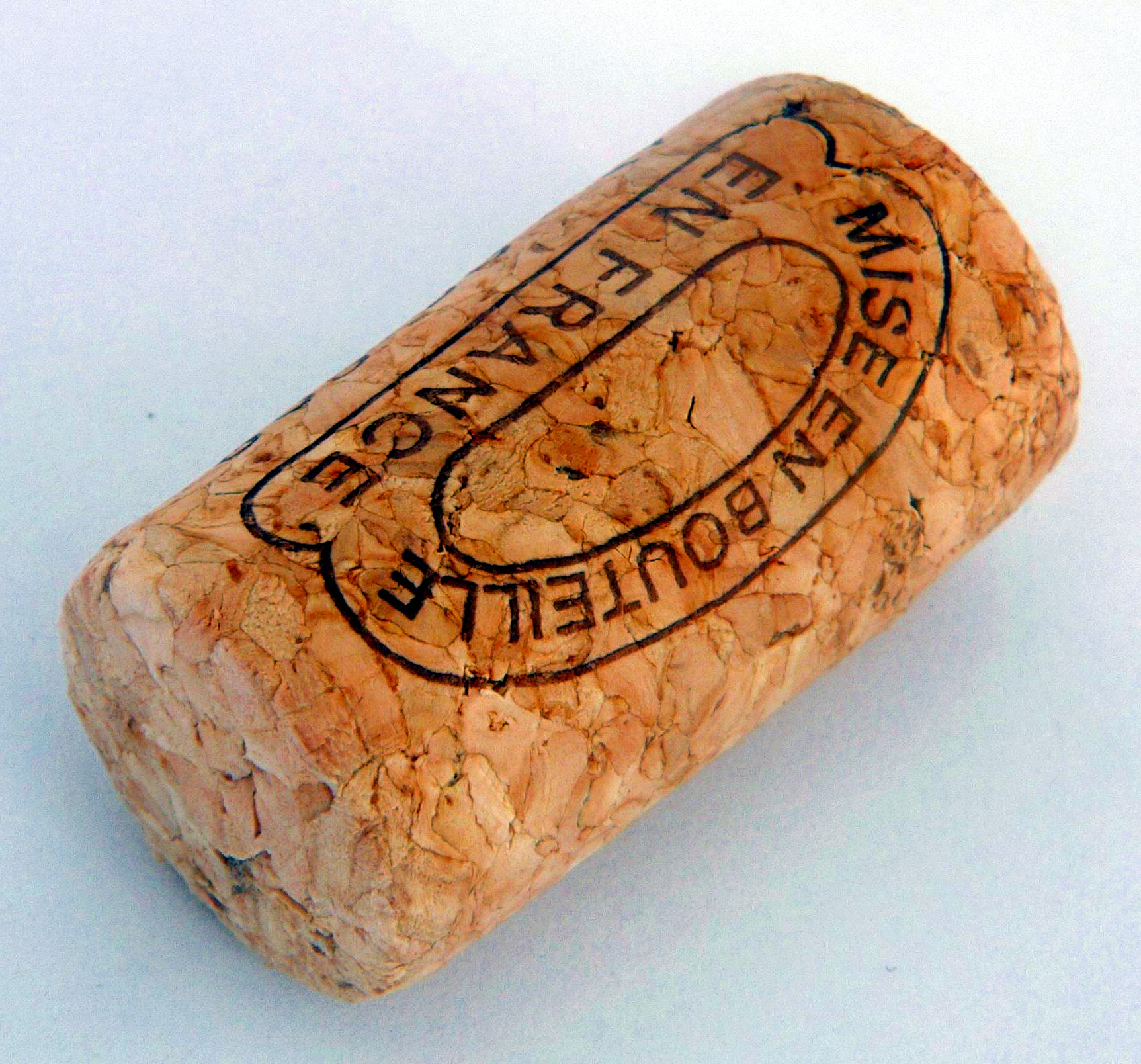
Агломерований корок
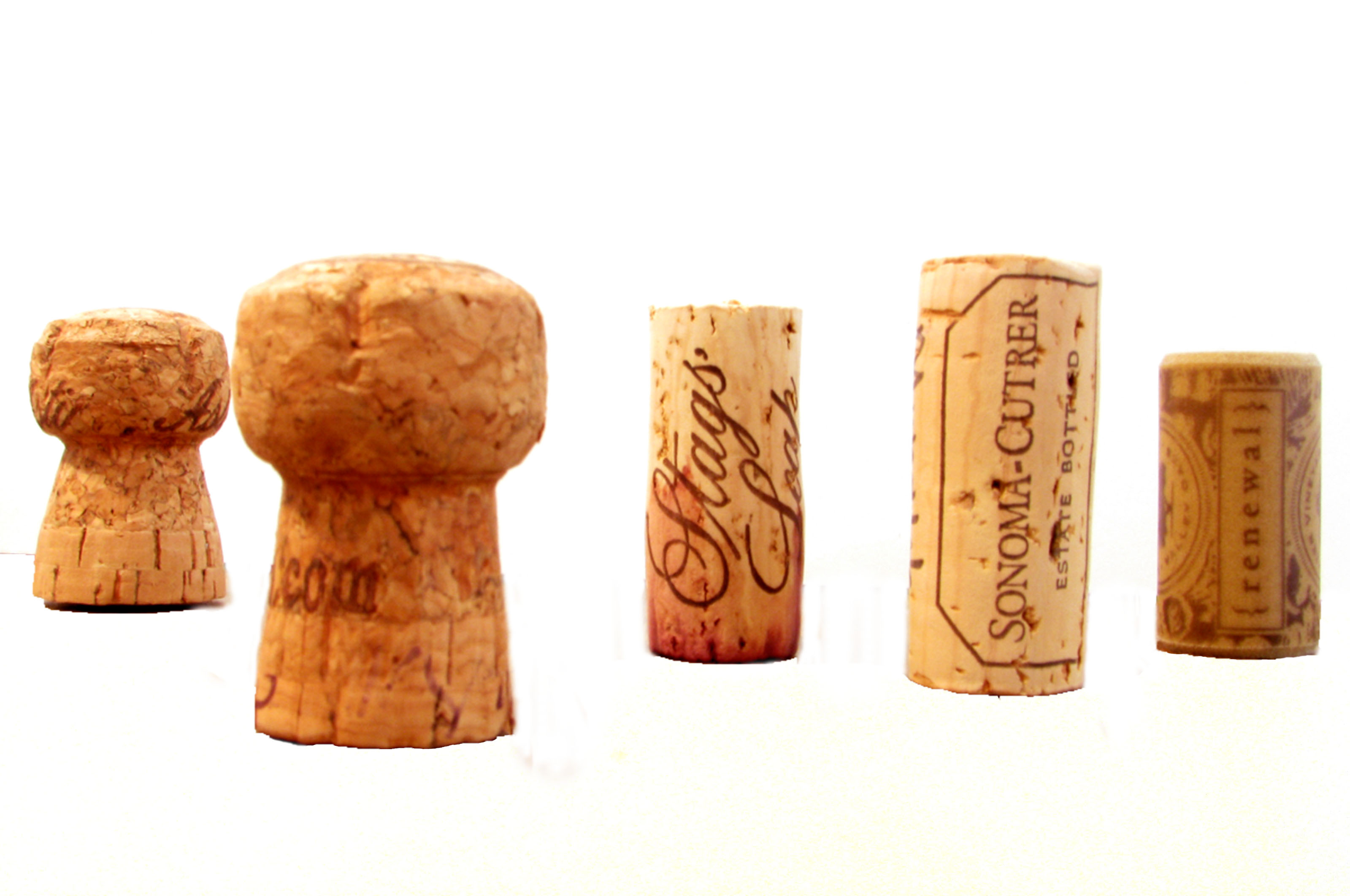
Винні корки. Останній виготовлений з синтетичного матеріалу
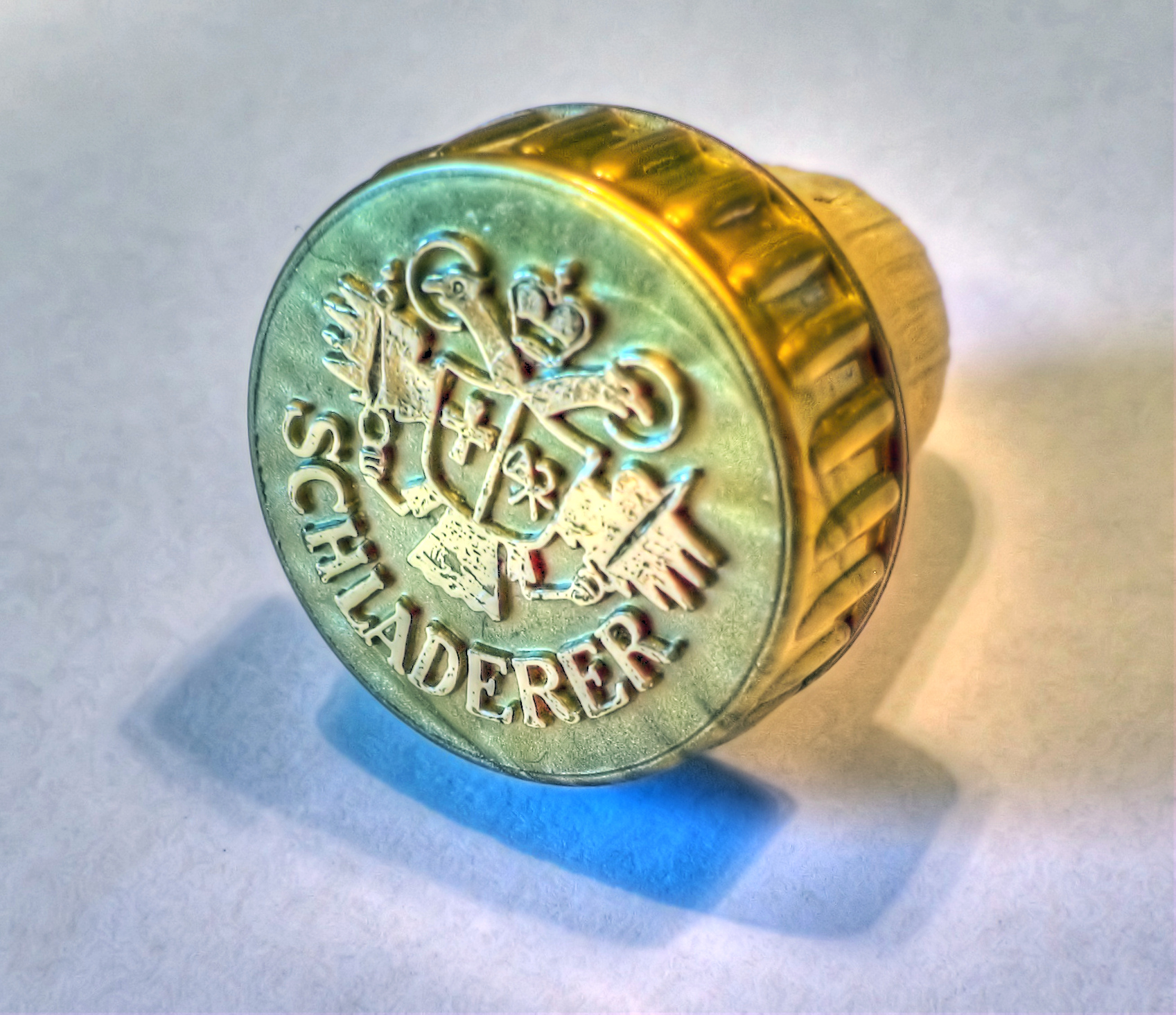
Комбінований корок
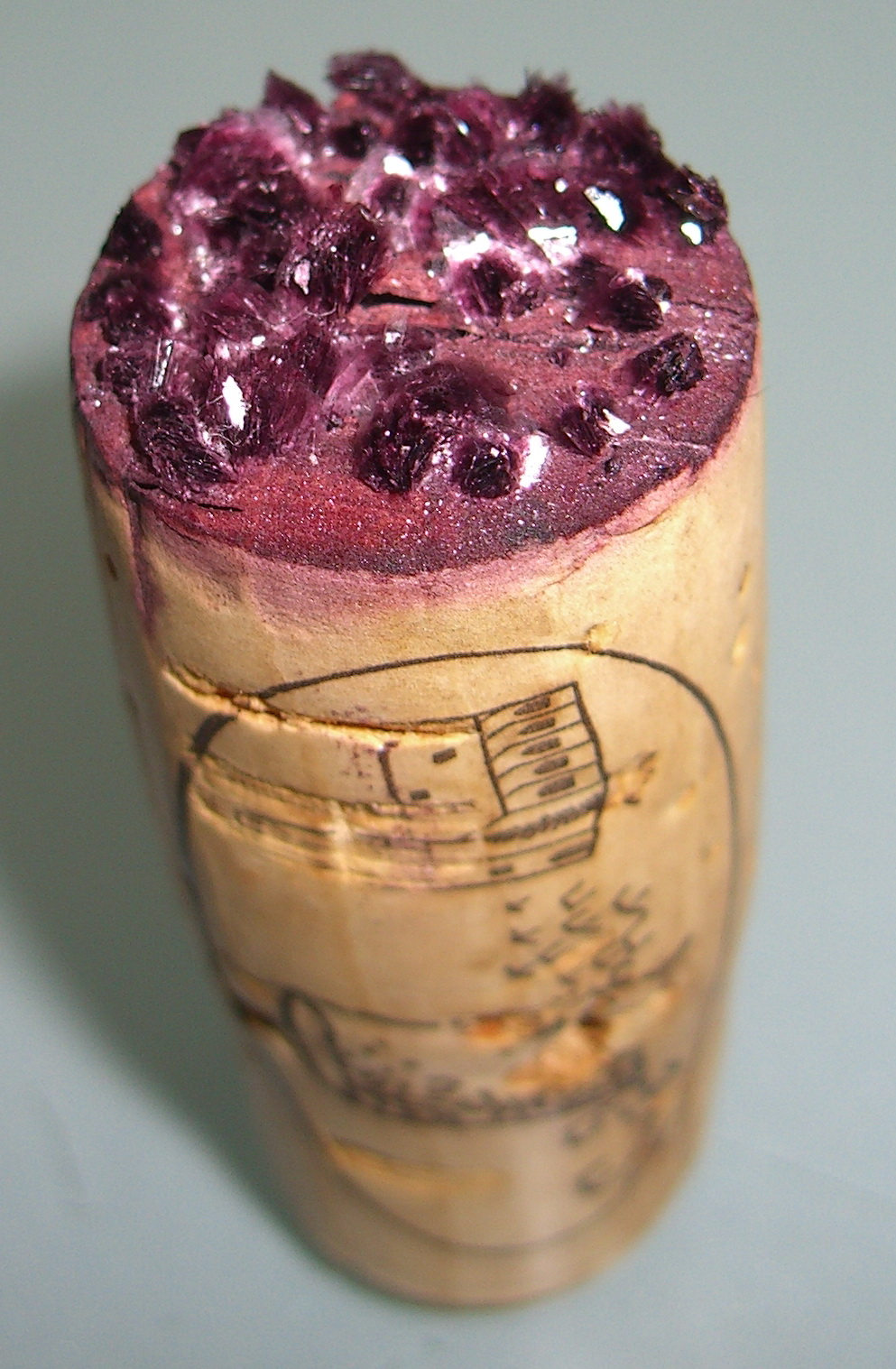
Корок із винним каменем. Він утворюється при тривалому зберіганні вина (декілька десятків років).

### Маркування та етикетка
Кількість інформації, включеної на етикетках французького вина змінюється в залежності від регіону де воно було виготовлено, і якій категорії у класифікації воно належить. Зазвичай на етикетці вказується виробник. Для вин категорією вище столових обов'язково вказується географічна приналежність вина до регіону його виробництва. Інколи вказують ширший регіон, але вина високої категорії на етикетці включають детальнішу інформацію: господарство, комуна, апелласьйон, категорію і навіть конкретний виноградник з урожаю якого вино було виготовлене.
За винятком регіону Ельзас на винній етикетці не прийнято вказувати з якого сорту чи сортів винограду виготовлено вино. Проте після того як на винах «Нового Світу» почали вказувати з яких сортів його виготовили, та часто називати вино назвою винограду, у Франції з'явилася практика вказувати на етикетці інформацію про сортовий склад вина, для полегшення розуміння споживача, та можливості очікувати від конкретного вина певних, знаних споживачем, смакових якостей. Якщо на основній етикетці не вказана інформація про сортовий склад, то детальнішу інформацію можна отримати з контр-етикетки. Така практика позначення характерна для вин категорії AOC.
Загалом на етикетці буде вказано де вино було розлито у пляшки, рівень вина, його категорія, чи було вино виготовлено і розлито одним виробником чи вино купажоване, а виноматеріал вирощений в різних господарствах.
Зокрема на винній етикетці можна зустріти написи:
- «Mis en bouteille …»[39]

- «… au château, au domaine, à la propriété»: означає, що вино виготовлено і розлито в шато, господарстві чи кооперативі. Ці поняття споріднені і найчастіше означають, що вино виготовлено з винограду однієї категорії, а виноградники належать одному апелласьйону;
- «… par …»: означає, що вино було розлите об'єднанням назва якого буде написане далі;
- «… dans la région de production»: означає, що вино не було розлито в шато чи господарстві якому належить виноградник. Виробник такого вина, зазвичай, велике об'єднання. Воно може бути в межах одного апелласьйону, але може і не бути (назва апелласьйону має бути вказана на етикетці). Можливий варіант, що вино виготовлено з винограду вирощеного кількома виноградниками чи господарствами;
- «… dans nos chais, dans nos caves»: означає вино було розлито крупним підприємством, назва якого буде вказана поряд. У більшості випадків таке вино виготовляється з виноматеріалу різних господарств. Вино не класифіковане AOC;

- Vigneron indépendant. Напис означає, що вино було виготовлено незалежним від великих господарств виробником. Зазвичай знак Vigneron indépendant друкується на плівку що вкриває корок. Такі позначення ввели дрібні приватні господарства, які не класифіковані проте їх виноградники можуть знаходитися на території контрольованій AOC.

Якщо на етикетці чи контр-етикетці вказано сортовий склад вина, то згідно з правилами ЄС:
- якщо вино виготовлено з одного сорту винограду, що використовується у назві то вино має містити не менше 85 % цього винограду (наприклад назва Шардоне, означає, що при виготовленні вина використовувалось 85 % винограду Шардоне і 15 % іншого білого винограду);
- якщо у назві вина використовується назва двох сортів винограду чи більше то вино має бути виготовлено виключно з цих сортів (наприклад назва вина Піно Фран Мерло, означає, що при виготовленні вина використовувались виключно виноград сортів Піно Фран та Мерло);
- якщо при виготовленні вина використовувались декілька сортів винограду, то на етикетці має бути вказано сортовий склад в порядку спадання.

#### Етикетка вин Бордо

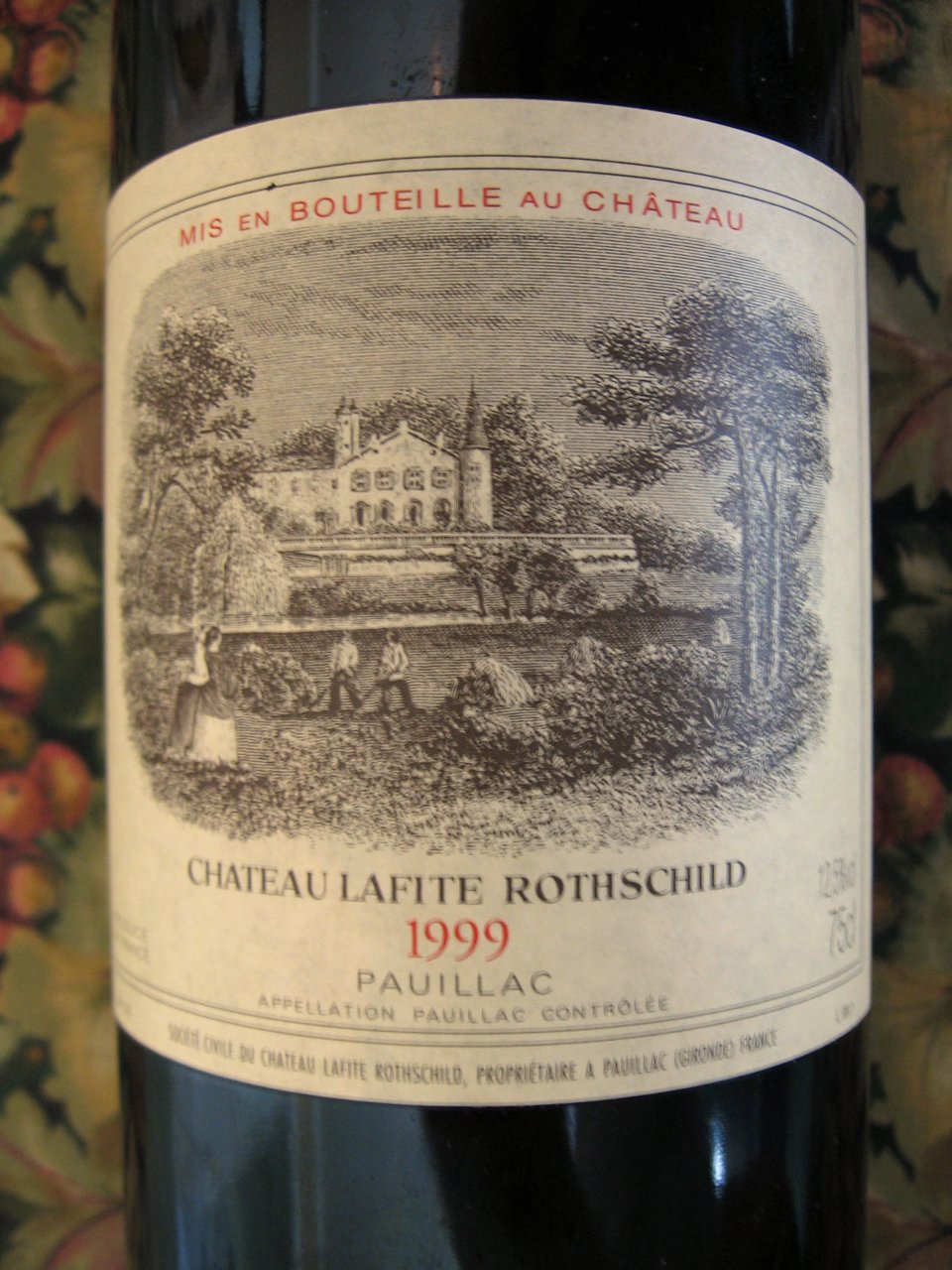
Винна етикетка Шато Лафіт Ротшильд

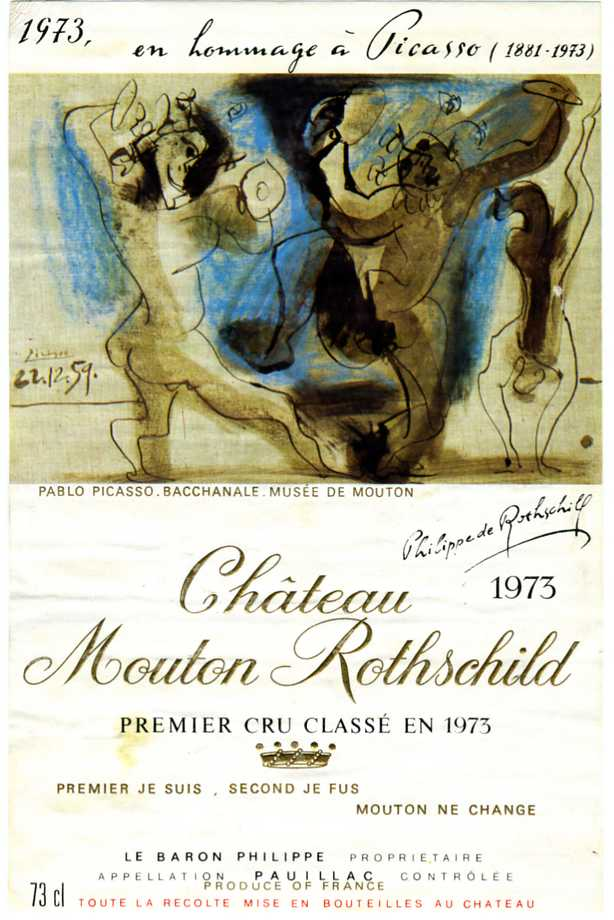
Винна етикетка Шато Мутон Ротшильд

Етикетки вина Бордо як правило, включають:
1. Назва господарства — (наприклад: Château Haut-Batailley).
2. Класифікація господарства — (наприклад: Grand Cru Classé EN 1855), згідно з класифікацією вин Бордо 1855.
3. Найменування апеласьйону — (наприклад: Pauillac) назва апеласьйону згідно з контролем за походженням. Закони вимагають, щоб увесь виноград мав бути зібраний у певному апеласьйоні для того, щоб цей апеласьйон був відображений на етикетці. Найменування є ключовим показником типу вина в пляшці. При зображенні, наприклад, Пояк (Pauillac) вина завжди червоні і, як правило, Каберне Совіньйон є домінуючим сортом винограду.
4. Якщо виноград зібраний в декількох, наприклад менших господарствах чи апеласьйонах і проданий більшому, то вино, що було вироблене із купленої сировини розливають в пляшки в шато, а на етикетці вказують (наприклад: Mis en Bouteille Au Chateau) — «розлито в пляшки в шато», або «assembled by a Négociant»  — зібраний при посередництві.
5. Вінтаж — простіше рік урожаю (наприклад: 2000).
6. Вміст алкоголю — (наприклад: 13 % за об'ємом).

## Виробництво вина
Франція виробляє 20 % вина у світі і залишається найбільшим виробником в 2010 році з 44 750 000 гектолітрів, проте з кожним роком спостерігається спад виробництва на рівні від 2 до 5 %.
Французький експорт вина становив 15,2 мільйона гектолітрів у 2006—2007 роках сумарною вартістю 6,7 млрд євро. Основні країни куди експортується вино: Велика Британія, Німеччина та Бельгія. У вартісному вираженні найбільше вина експортується у США (1,08 млрд євро) та Велику Британію (1,43 млрд євро). У 2008 і 2009 роках експорт почав значно скорочуватися (-16 % у першому кварталі 2009 року). В результаті у 2010 році обсяг експорту склав лише 6,2 млрд євро,. Попри це винна та алкогольна промисловості, як і раніше займають друге місце у загальному експорті Франції за рівнем прибутків поступаючись лише авіаційній промисловості.

## Споживання вина
За величиною споживання вина на душу населення французи займають перше місце у світі, але у абсолютних цифрах споживання Франція (321 млн ящиків вина) відстає від США (330 млн ящиків вина). 71 % населення віддає перевагу червоному вину, 25 % населення — білому, а 4 % — рожевому. Серед чоловіків, любителів червоного вина — 74 %, серед жінок — 62 %. Улюбленим приводом для розпивання вина є вечір з друзями, в ресторані, весілля тощо. Критерієм для покупки того чи іншого сорту вина є найчастіше популярність апелласьйону чи господарства або рекомендації знайомих. У 58 % випадків алкогольний напій купується для негайного споживання, в 41 % випадків — для зберігання та витримки. Із споживанням вина французами, у світі відомий так званий «французький парадокс», який полягає в тому, що незважаючи на вживання великої кількості жирної їжі і вина французи рідше за громадян інших країн страждають від серцево-судинних захворювань..

## Організації
- L'Office national interprofessionnel des vins (ONIVINS) — французька асоціація виноробів.
- Національний інститут походження та якості Institut national des appellations d'origine (INAO) — здійснює проведення контролю за якістю вина, регламентує технологію його виробництва та охорону індивідуальності.

## Цікаві факти
- У 2006 році середня ціна гектара виноградників у Франції становила приблизно 86 000 євро.
- Найдорожчою пляшкою вина, будь-коли проданою на аукціоні, є пляшка Chateau Cheval-Blanc, за яку заплатили понад 200 тисяч євро.[35]
- У 1984 році в Парижі відкрився Музей вина, де можна ознайомитися з історією та технологією французького виноробства.[49]
- Досягнення французьких виноробів щорічно демонструються на міжнародній сільськогосподарській виставці Salon international d'agriculture.[50]